# Affaire du sang contaminé
Ne doit pas être confondu avec Incident du sang vicié.
L'affaire du sang contaminé est un scandale sanitaire, politique et financier ayant touché plusieurs pays dans les années 1980 et 1990 à la suite d'infections par transfusion sanguine. Elle touche plus particulièrement la France par l'ampleur du scandale et des révélations qui sont faites sur le comportement des décideurs médicaux, administratifs et politiques. En raison de prises de mesures de sécurité inexistantes ou inefficaces, de retard dans la prise de décisions préventives de protection et/ou curatives, de défaillances médicales, industrielles et administratives, de nombreux hémophiles et patients hospitalisés ont été contaminés par le VIH ou l'hépatite C à la suite d'une transfusion sanguine.
L'épidémie de sida est identifiée au début des années 1980, mais de longues recherches sont nécessaires avant que l'on ne découvre le VIH et l'on identifie ses modes de transmission, notamment par le sang. L'affaire du sang contaminé est révélée dans plusieurs médias grâce à un journalisme d'enquête particulièrement tenace et à la protection des sources des journalistes, ce qui a permis d'éviter que les personnes ayant révélé l'affaire ne soient inquiétées, mais le délai qui s'est écoulé avant l'adoption de mesures de prévention adéquates a provoqué la contamination, souvent fatale, de plusieurs centaines de personnes.
L'affaire est considérée comme la première crise sanitaire grave et profonde de l'Histoire française moderne, par le nombre de victimes, sa durée (1983-2003) et l'intensité de la crise institutionnelle qu'elle engendre au sein de la société civile, politique et médicale.

## Hémophilie
L'hémophilie est une maladie hématologique génétique à transmission liée au chromosome X. La mère, porteuse saine, la transmet à son enfant (plus souvent le fils que la fille) en raison de la présence du gène défaillant sur l'un des chromosomes X. Si pour la femme, la défaillance de l'un de ses chromosomes sexuels est souvent suppléée par le second, en revanche pour l'homme, qui n'a qu'un chromosome X, il ne peut pallier le gène en raison de l'absence de celui-ci sur son chromosome Y. C'est la raison pour laquelle la femme est souvent « porteuse » de la maladie et rarement malade (il faudrait donc que le père et la mère soient porteurs et transmettent le chromosome X atteint, chacun). Sa proportion est de 1 pour 10 000 habitants.
La maladie se manifeste par un déficit en facteur de coagulation qui provoque, en cas de chocs, soit des hémarthroses extrêmement handicapantes en cas d'épanchement dans une articulation, soit des hémorragies essentiellement internes. À terme, la maladie sans aucun traitement entraîne des séquelles orthopédiques invalidantes pour le patient. En fonction du génome du patient, la maladie est considérée comme mineure, modérée ou sévère,.
Les patients vont bénéficier au fur et à mesure des progrès de la médecine au cours des années 1950 avec la mise au point, en 1955, du cryoprécipité congelé du docteur français Émile Remigy de Nancy permettant de concentrer les protéines facteur VIII nécessaires pour traiter l'hémophilie sévère de type A par injection et conservées au froid. Ces produits sont créés à partir de petits pools de donneurs de 8 à 10 personnes en moyenne, les concentrés mélangeant jusqu'à 500 donneurs différents.
Pour la forme de type B, le facteur IX est nécessaire. Un concentré chimiquement obtenu, la prothrombine, proconvertine, facteur Stuart de l'hémophilie B (ou PPSB) est créée par le professeur Jean-Pierre Soulier, directeur du C.N.T.S. de 1954 à 1984 afin de l'injecter en cas de choc.
L'ensemble de ces technologies marque un tournant pour les hémophiles, leur permettant de retrouver une vie sociale au prix d'une surveillance certes constante mais protectrice.
Les patients hémophiles sont au nombre de 5 000 en France au début des années 1980. La moitié est atteinte d'une forme sévère de la pathologie nécessitant un recours fréquent aux produits dérivés du sang.

## Contexte historique de la transfusion sanguine avant la crise

### 1921: naissance de la transfusion sanguine française
Le système transfusionnel français est créé historiquement en 1921 par le professeur pionnier Arnault Tzanck qui fonde le premier centre de transfusion sanguine à l'hôpital Saint-Antoine. Son initiative est ensuite reprise dans de nombreuses villes, où le don du sang est rémunéré auprès des donneurs.
Bénéficiant des apports de la technologie développée par l'armée américaine au cours de la Seconde Guerre mondiale, le Centre National de la Transfusion Sanguine est fondé en 1949 par la Caisse Générale de la Sécurité Sociale.

### 1952: obtention d'un cadre législatif
Le système est régi par la loi du 21 juillet 1952 et permet d'offrir un cadre juridique aux centres de transfusion. Elle donne également les principes du fonctionnement du système français : bénévole, anonyme et absence de profit, issus des principes et des idéaux de non exploitation de la Résistance française. Elle précise notamment : « Le sang et ses dérivés ne sont pas des médicaments, ne constituent pas un bien du commerce, comme issus du corps humain »,,.
Cette loi fixe les principes de l'organisation de la transfusion sanguine dont la responsabilité est attribuée aux médecins, le législateur prônant le principe de la primauté des considérations médicales sur toute autre considération.
Le code déontologique de la Transfusion Sanguine est de « Soulager, Aider et Respecter la vie humaine ».

### 1980: état de la structure de la transfusion sanguine
À l'aube de l'apparition du virus du Sida, le système s'articule autour de cinq composantes distinctes et en principe, complémentaires et interconnectées :
Le Centre national de la transfusion sanguine (ou CNTS) joue le rôle de conseiller auprès des pouvoirs publics, de responsable des recherches et d'enseignement et également de coordinateur de la transfusion sanguine à l'échelle du territoire.
Les Centres de transfusion sanguine (CTS), au nombre de 163, sont des établissements de droit privé, chacun dirigé par un directeur nommé par le Ministère de la Santé et remplissant une mission d'intérêt général : collecte, conservation et distribution des produits sanguins. Parmi les CTS, les sept plus importants sont ceux de Paris, Strasbourg, Bordeaux, Lyon, Lille, Montpellier et Nancy.
Le Ministère de la Santé dont deux organismes internes assurent des missions spécifiques :
1. Le Laboratoire National de la Santé (LNS) qui vérifie la qualité des produits sanguins.
2. La Direction Générale de la Santé (DGS) qui délivre les agréments des CTS et détermine les volumes et les conditions de prélèvements, les normes de préparation, le montant des prix de cession.

Sur le plan politique, le Comité Consultatif de la Transfusion Sanguine, composé d'acteurs de la transfusion sanguine, conseille le Ministère de la Santé.
Dans la société civile, les hémophiles sont regroupés depuis 1954 dans l’Association Française des Hémophiles (AFH). Les donneurs ont créé la Fédération Française des Donneurs Bénévoles (FFDSB).

## Affaire en France

### 1981: découverte de la maladie
Les premiers cas de sida ont été décrits en 1981.
Le 5 juin 1981, le Center for Diseases Control (ou C.D.C.) basé à Atlanta en Géorgie aux États-Unis, organisme qui veille et informe sur la progression de toute maladie à l'échelle du globe, informe dans son bulletin hebdomadaire, le Morbidity and Mortality Weekly Report (M.M.W.R.), de l'apparition d'une pneumonie Pneumocytis carinii, peu agressive chez l'homme en temps normal, sauf en cas de déficience du système immunitaire. En parallèle, des médecins américains de New York relayent des cas de décès chez plusieurs de leurs patients homosexuels dus à un type de cancer de la peau appelé sarcome de Kaposi, touchant normalement de manière bénigne les personnes âgées en général. En parallèle, la revue américaine New England Journal of Medicine, publie plusieurs articles sur l'existence d'un syndrome d'affaiblissement des défenses de l'organisme avec notamment la chute du taux de lymphocytes T4.
La même année, le chercheur américain Robert Gallo et son équipe font la découverte des rétrovirus humains baptisés HTLV1 et HTVL2 qui parasitent les cellules du système immunitaire.

### 1982: progression et extension
Le 27 juillet 1982, à Washington, les responsables des Centers for Disease Control d'Atlanta informent les communautés américaines de la transfusion sanguine et des hémophiles des risques liés à la transfusion et l'utilisation des concentrés de facteur VIII.
Baptisé par le grand public « maladie des gays américains », sa contamination, surveillée par le C.D.C. d'Atlanta, touche désormais plusieurs zones géographiques comme Haïti, qui est un lieu de tourisme sexuel, et plusieurs types de populations comme les toxicomanes à l'héroïne, mais également les hémophiles. L'hypothèse d'une transmission par les relations sexuelles mais aussi d'un risque transfusionnel est alors évoquée mais non encore prouvée, l'agent infectieux n'étant pas encore isolé de manière formelle. La maladie provoquant une baisse des défenses immunitaires du corps humain est baptisée A.I.D.S. ou SIDA pour Syndrome d'Immuno-Déficience Acquise.
Les virologues Robert Gallo et Myron Essex dirigent leurs recherches vers l'hypothèse des rétrovirus humains HTLV découverts précédemment, sur l'origine de la maladie.
En France, en parallèle, l'équipe du docteur Montagnier, à l'Institut Pasteur, qui avait le premier isolé le virus, met en place une équipe de recherche du vecteur de la maladie.
Le nombre de cas recensés alors est d'une trentaine en France et de 750 dont 8 décédés aux États-Unis avec une progression de trois à quatre personnes nouvellement infectées par jour.

### 1983: premières alertes et mesures
Le 13 janvier 1983, dans un article paru dans la revue médicale New England Journal of Medicine, Jane Desforges avertit que les affaiblissements immunitaires sont plus nombreux chez les hémophiles recourant à des concentrés, issus du mélange de plusieurs milliers de donneurs que des cryoprécipités où le nombre de donneurs est plus restreint et contrôlé.
En mars 1983, le professeur Luc Montagnier, avec les professeurs Françoise Barré-Sinoussi et Jean-Claude Chermann, identifie le virus responsable de l'infection à la suite du prélèvement d'un ganglion infectieux sur un malade atteint des symptômes,.
La première publication semblant identifier un virus candidat comme responsable du SIDA date de mai 1983, sans qu'il soit établi qu'un tel virus est la cause de la maladie. Le virus se nommait à l'époque L.A.V., pour lymphadenopathy associated virus (virus associé à la lymphadénopathie, stade pré-sida de la maladie). On pense encore qu'à l'instar des hépatites, certaines personnes peuvent être porteurs sains, et que seulement 5 % des personnes contaminées risquent de développer la maladie. La traçabilité des lots de produits sanguins n'était pas encore une pratique courante, l'Agence française du sang sera créée par la loi no 93-5 du 4 janvier 1993.
Le 21 mars 1983, la technique de chauffage de la firme américaine Travenol-Hyland, qui soupçonne une transmission par voie sanguine, est validée. Elle consiste à chauffer à haute température les produits sanguins avant leur mise à disposition. Cette technique se base sur l'hypothèse d'inactivation de virus contenus dans le sang lorsqu'ils sont exposés à une température élevée.
Le 24 mars 1983, la revue Morbidity & Mortality Weekly Report du CDC d'Atlanta confirme que le virus est transmissible par voie sanguine. En avril 1983, le gouvernement fédéral américain recommande aux organismes collecteurs de sang d'écarter les sujets potentiellement à risques.
Le 4 mai 1983, face aux risques représentés par le VIH, la firme américaine Travenol-Hyland, un des plus importants producteurs de dérivés sanguins, prend la décision d'exclure préventivement tous les produits non chauffés de sa chaîne de production et procède au rappel des lots hypothétiquement infectés. Elle en informe les directeurs des centres de traitement des hémophiles, y compris le C.N.T.S. avec une lettre libellée en ces termes adressée à Michel Garretta, alors adjoint du directeur de la structure le professeur Jean-Pierre Soulier et chargé des importations des produits étrangers :

« Comme vous le savez, l'agent causal de la maladie n'est pas encore identifié. Cependant, certaines évidences suggèrent qu'elle est causée par un virus transmis, entre autres, par le sang et certains produits sanguins. C'est pourquoi nous avons décidé d'exclure du don toutes les personnes appartenant aux groupes à risques. Récemment, notre firme a mis sur le marché un facteur antihémophilique traité par la chaleur (Hémofil T) afin de réduire le risque viral. Nous ne pouvons, dès à présent, affirmer que le produit chauffé élimine le risque de transmission du Sida. Cependant, nous pensons que l'utilisateur d'Hémofil T ne peut qu'accroître la sécurité des patients. En conséquence aussi vite que possible, Travenol-Hyland va convertir toute sa production pour ne plus offrir que des facteurs antihémophiles traités par la chaleur. »

Ces mesures sont prises sur l'initiative de l'entreprise sans attendre de décision des pouvoirs publics et ce sur la seule base des informations disponibles. Mais le C.N.T.S. refuse cette proposition d'importation de produits chauffés étrangers.
Le 9 juin 1983, un rapport confidentiel de Bahman Habibi, directeur scientifique au C.N.T.S., rapporte la contamination de 6 hémophiles français, dont trois n'ayant utilisé que des produits issus du C.N.T.S. (sur un total de 2 300 hémophiles français). Il estime également que « l'efficacité des nouvelles préparations commerciales de facteur VIII traités par la chaleur dans la réduction de l'incidence des troubles associés au Sida demande au préalable une évaluation rigoureuse ». Le professeur Jean Pierre Soulier, lors d'une réunion de l'Assemblée nationale de l'Association Française des Hémophiles ou A.F.H., évoque également le risque de risque à long terme du facteur VIII chauffé. Cependant, ce produit, qui est déjà distribué par la firme allemande Behring depuis 1978, a été contrôlé par les autorités de tutelle de la République Fédérale d'Allemagne depuis 1978, pendant de nombreuses années et ce, sans effets notoires sur la santé des patients hémophiles. De même, le produit Hémofil T, proposé par la firme américaine Travenol-Hyland au C.N.T.S., a été validé par la Food and Drug Administration.
La circulaire du 20 juin 1983 du professeur Jacques Roux, directeur général de la Santé et autorité de tutelle du CNTS, sur la base des informations transmises par ce dernier, est adressée à tous les centres de transfusion sanguine. Considérant que « bien que la transmission sanguine française ne constitue pas actuellement qu'un risque minimum de transmission du syndrome d'immunodéficience acquise », il recommande d'écarter des dons les sujets à risque (homosexuels, bisexuels, usagers de drogues injectables, Haïtiens, hémophiles et leurs partenaires sexuels),. Mais jusqu'en 1985, ces textes d'informations et de recommandations qui ne contenaient aucune disposition impérative, sont au mieux mal ou pas appliqués notamment dans le cadre des collectes de sang en prison, lieu traditionnel de collecte (voir année 1984),.
Le 23 juin 1983, le Conseil des ministres du Conseil de l'Europe à Manchester recommande au vu du risque de transmission par le sang d'écarter préventivement des donneurs les populations à risque au moyen de questionnaires afin de limiter le risque transfusionnel.
Le 15 août 1983, Luc Montagnier écrit au Premier ministre, à Robert Netter, directeur du laboratoire national de la santé (chargé de la qualité des produits sanguins distribués sur le territoire national) et à Philippe Lazar, le directeur de l'INSERM, pour indiquer d'une part sa découverte et d'autre part que : « Bien que la preuve formelle de sa responsabilité dans le Sida ne puisse être encore apportée, ce virus doit être considéré comme potentiellement dangereux pour l'homme ». Le 17 août, le professeur Montagnier signale à l'Inserm, le risque de contamination par voie sanguine.
Il formule également des demandes de crédits pour la mise au point d'un test de dépistage. Mal ou peu considéré par les sommités du monde médical en comparaison du virologue Robert Gallo, il se heurte à des refus polis mais évasifs.
Le 2 septembre 1983, Robert Netter, directeur du Laboratoire national de la santé, demande au ministère de tutelle, celui de la santé, « la révision des tests de contrôle à appliquer aux dérivés sanguins en tenant compte du risque de Sida » qui reste sans réponse.
Fin octobre 1983, Luc Montagnier finalise la mise au point d'un test ELISA et fait une demande de validation auprès de la Food and Drug Administration aux États-Unis.
À la fin de 1983, la maladie qui est mortelle à 100% s'est propagée à une quinzaine de pays à travers le monde. L'Organisation mondiale de la santé (OMS) qui a déclaré la contamination du Sida comme « problème de santé publique international », recense 267 cas de sida dans les pays membres de la CEE. La France en compte 92. Aux États-Unis, 1 300 personnes sont recensées par le CDC comme infectées et 500 en sont décédées.
De plus, l'apparition de nouveaux cas de contamination est recensée chez des nouveau-nés dont la mère biologique était porteuse du virus. Ces nouveaux cas valident définitivement la transmission du virus par voie sexuelle. En revanche, la transmission par voie sanguine reste toujours controversée au sein du monde médical.

### 1984: premières alarmes internationales et mesures disparates françaises
Le 12 janvier 1984, une dépêche de l'Agence France-Presse (AFP) fait état d’une étude du New England Journal of Medecine révélant que les transfusions sont à l'origine d'environ 1 % des cas de SIDA enregistrés aux États-Unis.
Le 13 janvier 1984, une circulaire de Myriam Ezratty, directrice générale de l'administration pénitentiaire, demande aux directeurs régionaux et aux directeurs des centres pénitentiaires d'augmenter la fréquence des prélèvements de sang dans les établissements pénitentiaires, jusque là limités à deux fois par an.
La toute première information suggérant un lien entre les transfusions sanguines et le SIDA datant de 1982 est établie en janvier 1984. Le même mois, le professeur Montagnier obtient du gouvernement de Pierre Mauroy le financement d’un laboratoire de haute sécurité, nécessaire, afin de pouvoir mettre en culture le virus, afin de produire les tests nécessaires.
En parallèle, à l'exemple des firmes étrangères américaine Travenol et allemande Behring, les grands autres acteurs des produits sanguins et de leur dérivés que sont Armour, Cutter, Kabi ou Alpha ne proposent plus que des produits chauffés. Ces mesures sont adoptées également par la Croix Rouge américaine. Le C.N.T.S. de Paris, qui a constitué un groupe d'experts, pour évaluer l'innocuité des produits facteur VIII chauffés, démarre ses travaux. 3 millions d'unités chauffées sont importées pour l'année 1984, représentant le traitement d'une dizaine d'hémophiles, et sont réservées aux patients vierges de toute transfusion antérieure.
Le 13 mars 1984, Anne-Marie Courroucé, biologiste au C.N.T.S., annonce les résultats d'une étude menée sur 1 000 donneurs de sang et 133 hémophiles français et observe une forte incidence des réponses positives au LAV pour ces derniers (pour Lymphadenopathy Associated Virus, appellation donnée par le professeur Luc Montagnier au virus). Les résultats de l'étude parisienne ne sont pas publiés ni diffusés aux acteurs de la transfusion sanguine française notamment aux Centres de Transfusion Sanguine de province. Les ministères de tutelle ne sont pas non plus informés des résultats de cette étude ni des suivantes.
Le 24 avril 1984, le rétrovirus HTVL VIII est reconnu comme la source du SIDA. Au printemps 1984, les résultats des études démontrent que les produits sanguins comportent un risque sanitaire et que le bénévolat sur lequel se base le système français n'est pas une protection suffisante et préventive. De même, les virologues et spécialistes des pandémies font face à plusieurs hypothèses et beaucoup d'incertitudes concernant le fonctionnement du virus. Ils ignorent notamment à cette date si la présence des anticorps est une preuve de la défense de l'organisme contre le virus et protège contre une évolution de la maladie ou si les personnes séropositives sont contagieuses. En parallèle, aux États-Unis, le C.D.C. d'Atlanta indique que 130 cas de séropositivité par transfusion sanguine dont 42 hémophiles ont été recensés. La proportion des malades porteurs du virus et déclarant par la suite la maladie, augmente de 3 à 10%.
Le 4 juin 1984, la firme Travenol Hyland réitère son offre du 3 juin 1983 au C.N.T.S.
Le 22 juillet 1984 à Munich en Allemagne a lieu le Congrès International de la Transfusion Sanguine. Un consensus global se dégage sur la nécessité de chauffer les préparations à destination des hémophiles. Les médecins français qui se tournent vers le C.N.T.S. signalent le manque de produits chauffés, ce dernier détenant l'exclusivité de l'importation des produits chauffés étrangers.
En juillet 1984, les négociations confidentielles entre le C.N.T.S. de Paris et la firme Immuno autrichienne basée à Vienne sont menées par le docteur Michel Garretta pour l'importation de la technique de chauffage par la vapeur.
Au cours de l'été 1984, le C.T.S. de Lille, dirigé par le professeur Maurice Goudemand, en lien avec le professeur Luc Montagnier, commence à mettre au point sa technique de chauffage et d'inactivation en se fondant sur la méthode du New York Blood Center. Il la maîtrise définitivement en janvier 1985. Il est suivi par les centres de Strasbourg et de Bordeaux.
Le 1er aout 1984, le C.T.S. de Lille écrit au directeur du C.N.T.S. Jean-Pierre Soulier, pour proposer une coopération technique et scientifique afin de produire des produits sanguins chauffés. Jean-Pierre Soulier indique qu'il appartiendra à Michel Garretta, son successeur programmé, de donner ou non suite à cette proposition. La proposition est donc faite au C.N.T.S. de Paris qui, alors en tractation avec la firme autrichienne Immuno, la refuse.
Le 30 septembre 1984, Michel Garretta prend la direction du C.N.T.S. en remplacement de Jean-Pierre Soulier parti à la retraite. Les négociations menées avec la firme Immuno échouent privant le centre national de la capacité de production des facteurs VIII chauffés et sans avoir accepté la proposition du centre de Lille dirigé par le professeur Maurice Goudemand.
Le 13 octobre 1984, la Fédération Nationale Américaine de l'Hémophilie (FNAH) recommande l'utilisation des produits chauffés qui ont prouvé leur innocuité pour le virus du Sida mais non encore celui de l'hépatite A et B. Le 26 octobre 1984, le CDC d'Atlanta indique qu'aux États-Unis, 52 hémophiles ont été contaminés depuis 1981 et, parmi eux, 30 sont décédés. Elle recommande, au vu des études publiées par la firme pharmaceutique Cutter, l'inactivation par la chaleur des produits sanguins.
Le 22 octobre 1984, le CDC d'Atlanta reprend et diffuse la recommandation de la FNAH.
Le 22 novembre 1984, en France, au cours d'une réunion, 7 000 cas de contamination sont confirmés en Europe par la Direction Générale de la Santé dont 221 cas en France, dont 3 pour des patients transfusés, et 2 chez les hémophiles. Jean-Baptiste Brunet, épidémiologiste de formation et conseiller ministériel et adjoint du directeur de la Direction Générale de la Santé, Jacques Roux, face à la remise en cause de l'innocuité des facteurs VIII chauffés étrangers par Jean Ducos, directeur du centre de transfusion de Toulouse, et la protection offerte par l'auto-suffisance mise en avant par Robert Netter pour protéger le territoire par rapport à l'épidémie, partant du postulat non prouvé qu'un don bénévole est sain, souligne au contraire que : « L'autosuffisance risque de n'apporter qu'une sécurité transitoire devant le développement de l'épidémie ».
Les résultats des enquêtes épidémiologiques internes du C.N.T.S. menées par les médecins Christine Rouzioux et Jean-Pierre Allain, qui font état d'une contamination de 45% des hémophiles en mars 1984, restent confidentielles.
Fin novembre 1984, le sommet de Tokyo confirme les informations diffusées à Munich : le chauffage d'extraits du plasma (concentrés de facteur VIII ou de PPSB : concentré de facteur II (Prothrombine), facteur VII (Proconvertase), facteur X (facteur Stuart) et facteur IX (facteur anti-hémophilique B)) permettait d'inactiver le virus (le plasma total, lui, ne supporte pas d'être chauffé, et encore moins le sang) ; il s'agissait alors d'éliminer le virus de l'hépatite B, qui s'est révélé résistant au traitement, et c'est par hasard que l'on a découvert l'inactivation du VIH.
En décembre 1984, la revue médicale The Lancet dans un article intitulé : « Blood Transfusion, Haemophilia, and AIDS » écrit : « Le danger représenté par le Sida justifie une approche pragmatique et il parait donc sensé de ne plus distribuer que des concentrés chauffés de facteur VIII », recommandant une sélection préventive des donneurs, un seul lot pouvant contaminer tout un pool de dons sanguins.
Fin décembre 1984, le professeur Jean Bernard président de la Fondation Nationale de la Transfusion Sanguine donne sa démission, et demande à son ami et professeur au Collège de France Jacques Ruffié, hématologue, de prendre sa succession.
En parallèle, fin 1984, la fondation C.N.T.S. scinde en deux l'organisme initial :
- C.N.T.S. Institut Recherches mené par le professeur reconnu internationalement Charles Salmon, au cadre juridique encore non défini,
- C.N.T.S. Production dirigé par Michel Garretta.

### 1985: accélération de la contamination, luttes de pouvoir au sein du CNTS et difficile prise de conscience politique
Le 9 janvier 1985, les professeurs Francois Pinon et Jacques Leibowitch qui travaillent au Centre de Transfusion Sanguine de l'hôpital Cochin publient les résultats de leur enquête de test menée sur 2 000 donneurs sur les mois de novembre et décembre 1984 : 10 donneurs présentent les signes de contamination par le virus du HIV soit 5 pour 1 000. Ils alertent leurs homologues : « Il nous paraît prudent de vous conseiller de réduire, voire d'éviter chaque fois que cela vous paraîtra possible, la prescription de produits sanguins à usage thérapeutique ».
Le 16 janvier 1985, une recommandation de la Direction Générale de la Santé ordonne d'appliquer strictement les instructions de la circulaire de juin 1983, indiquant que ces dernières ont été peu appliquées qu'« il convient donc dans l'immédiat de l'appliquer strictement » précisant qu'en cas de contamination par une transfusion sanguine conduisant à une contamination par le virus du Sida, « la responsabilité des établissements de transfusion sanguine qui n'appliqueraient pas les mesures de prévention recommandées pourrait être mise en cause »,.
Le 24 janvier 1985, au cours d'une réunion au sein du ministère de la Santé, le directeur du C.N.T.S. Michel Garretta est félicité pour l'autosuffisance sur le territoire national qui doit être atteinte, en principe, pour 1985.
Le 25 janvier, après reprise des négociations interrompues 6 mois auparavant, le C.N.T.S. signe un accord avec la firme autrichienne Immuno pour le transfert de la technologie du chauffage.
Le 31 janvier 1985, le C.N.T.S. confirme l'achat de la technique de chauffage auprès de la firme autrichienne Immuno.
En février 1985, une étude publiée par le professeur Luc Montagnier et son équipe portant sur les techniques d'inactivation du virus du Sida démontre l'innocuité des produits chauffés Hémofil T Hyland (T pour Treated ou chauffé) de la firme américaine Travenol Hyland et la séronégativité de tous les sujets traités exclusivement par ces produits depuis 1982.
Le 11 février, la firme américaine Abbott dépose son dossier auprès du Laboratoire National de la Santé pour l'agrément de son test de dépistage du Virus du Sida.
Le 25 février 1985, le professeur Jacques Ruffié, nouveau président de la Fondation Nationale de la Transfusion Sanguine, et chargé par le Ministre de la Santé d'une mission spécifique, expose son rapport sur la structure de la transfusion sanguine. Au cours de son exposé, il met en lumière plusieurs sujets d'inquiétude comme la baisse des dons en comparaison de la hausse de ceux des centres gérés par l'Assistance Publique. Il souligne aussi la baisse de la qualité des dérivés sanguins produits par le C.N.T.S. Enfin, il met en lumière la situation financière extrêmement dégradée de celui ci avec un déficit de 13 millions de francs. De plus, il avait diligenté une enquête sur les frais de fonctionnement élevés de la direction. Il est démissionné par le conseil d'administration de son poste de président de la Fondation Nationale de la Transfusion Sanguine le même jour malgré les pressions de Jacques Roux, le directeur Général de la Santé et représentant de l'État. Le problème de la contamination des lots sanguins par le virus du sida n'est pas évoqué. Conséquence : Michel Garretta, le directeur général du C.N.T.S., qui a obtenu le départ du président Ruffié, ne s'adresse plus à son autorité de tutelle, le directeur général de la Santé Jacques Roux, qui avait appuyé le travail et la mission de ce dernier.
Le 28 février, l'Institut Pasteur dépose son dossier auprès du Laboratoire National de la Santé pour l'agrément de son test de dépistage Elisa.
Début mars 1985, les États-Unis et la République Fédérale d'Allemagne commercialisent le test du laboratoire Abbott permettant le dépistage systématique des donneurs.
Le 7 mars 1985, Jean-Baptiste Brunet de la D.G.S., lors de la réunion de la Commission Consultative de la Transfusion Sanguine, pose la question du dépistage systématique des donneurs. Ce à quoi s'opposent les responsables de la transfusion, en raison du risque d'inquiéter les donneurs et considérant que la transmission du SIDA par voie sanguine ne concerne qu'une fraction infime du nombre total de malades. Un rapport d'études est confié au docteur Habman Babidi, membre du C.N.T.S.
Le 12 mars 1985, Jean-Jacques Brunet remet à son directeur Jacques Roux le résultat de plusieurs enquêtes, notamment celle des professeurs du C.T.S. de l'Hôpital Cochin, concluant à la contamination de receveurs par transfusion de produits sanguins :

« la transfusion est un mode efficace de l'injection par le LAV […]. La contagiosité semble exister que le donneur soit malade, ou non […]. Enfin, si cette étude est représentative de la situation parisienne (six donneurs pour mille positifs), il est probable que TOUS les produits sanguins préparés à partir de pools de donneurs parisiens sont actuellement contaminés,. »

Le 26 mars 1985, le C.N.T.S.,qui ne maîtrise toujours pas la technique de chauffage, prend la décision d'envoyer ses productions auprès de la firme autrichienne Immuno, pour que cette dernière fasse le chauffage. Les transferts sont effectués par rotations d'avions.
La production assurée par le centre de Paris mélange les dons de tous les donneurs sans contrôle.
En avril 1985, l'étude de Christine Rouzioux est publiée dans les Annales Internationales de médecine.
En parallèle, le test Elisa de l'Institut Pasteur, produit a raison de 125 000 unités par mois, non validé par les autorités sur le territoire national est exporté dans plusieurs pays européens dont l'Allemagne, la Scandinavie, la Suisse et la Belgique,.
Le 25 avril 1985, le Laboratoire National de la Santé informe le cabinet du Secrétaire d'État, Jacques Roux, que le dossier complémentaire de la firme Abbott a bien été déposé. Il indique également être prêt à un enregistrement du test Elisa de l'Institut Pasteur et celui d'Abbott à la date du 13 mai 1985 au plus tard.
En mai 1985, le CDC d'Atlanta indique que le nombre de malades déclarés approche les 10 000 pour 1 million de séropositifs à l'échelle des États-Unis. La France compte alors 300 malades déclarés et 30 000 porteurs de la maladie. L'infection est considérée définitivement comme sexuellement transmissible.
Le 3 mai, la Sécurité Sociale est contactée par le cabinet de la Ministre des Affaires sociales et de la Solidarité nationale, Georgina Dufoix, pour la prise en charge du test de dépistage.
Le 7 mai 1985, Gérard Jacquin, directeur industriel au sein du C.N.T.S. écrit : « Toute la stratégie repose sur un basculement à 100 %, à une date donnée, de la totalité de la distribution, donc de la production, en produits chauffés. Ceci suppose naturellement que le stock de produits "contaminants" soit distribué dans sa totalité avant des produits chauffés de distribution ». La production de Facteur VIII non chauffé au sein du C.N.T.S. est stoppée. Ces stocks auraient été vendus auprès de pays du Maghreb et de la Grèce d'après le témoignage d'anciens collaborateurs. Le même jour, Jean-Baptiste Brunet de la Direction générale de la Santé, informe les responsables de la transfusion sanguine des résultats de l'enquête des professeurs Pinon-Leibowitch.
Du 8 au 10 mai 1985, à Dakar, au cours du congrès sur le SIDA, l'ensemble des experts appellent unanimement au dépistage systématique le plus rapidement possible. Robert Gallo déclare : « Nous disposons de tests permettant d'effectuer le dépistage. Il faut le mettre en œuvre. Accepteriez-vous que l'on transfuse votre enfant avec du sang potentiellement infectieux ? ».
Le 8 mai 1985, Edmond Hervé, secrétaire d'État chargé de la Santé, et son conseiller Claude Weisselberg, adoptent une position commune sur les tests de dépistage selon laquelle « d'un point de vue sanitaire, le dépistage systématique a plus d'inconvénients que d'avantages » mais indique qu'il existe alors un « risque politique » majeur à ne pas l'instaurer. En outre, « Il convient donc d'élaborer une stratégie de généralisation du test qui préserverait, au cas où une telle décision serait prise, les intérêts de l'industrie nationale ».
Le 9 mai 1985, une réunion interministérielle confidentielle menée par François Gros, chercheur au sein de l'Institut Pasteur et conseiller scientifique du Premier ministre Laurent Fabius, en présence de Claude Weisselberg, conseiller du Secrétaire d'État chargé de la santé, Edmond Hervé, doit décider des modalités des tests de dépistage sur le territoire national. François Gros a été informé par Jacques Biot, autre membre du cabinet ministériel. Le coût des tests est évalué de 200 à 400 millions de francs.
Le ministère des Affaires sociales et de la Solidarité nationale, dirigé par Georgina Dufoix, et le Ministère de l'Économie, des Finances et du Budget, dirigé par Pierre Bérégovoy, s'opposent à la prise en charge des tests par l'Assurance maladie. En outre, un risque industriel se dessine pour la commercialisation des tests, la firme Abbott ayant déposé son dossier d'agrément pour son test de dépistage risque de dominer le marché national au détriment de l'Institut Pasteur qui a pris du retard avec sa filiale, Pasteur-production, dirigée par Jean Weber. Le test de Pasteur doit être commercialisé au prix de 23 francs contre 15 francs pour la firme Abbott. Enfin, les centres de transfusion sanguine souhaitent conserver la possibilité de sélectionner le test le moins cher. La décision est prise par le cabinet du Premier ministre de ralentir l'obtention de l'homologation des tests Abbott et Organon auprès du Laboratoire national de la santé,,,,,.
En parallèle, le même jour, Michel Garretta adresse une lettre à Marie-Thérèse Pierre, sous-directrice des actions de soins et des programmes médicaux, dans laquelle il écrit que 50% des 4 000 hémophiles transfusés sont estimés comme séropositifs, et en prenant en compte l'information supposée en 1985 qu'un patient sur dix déclarera une maladie mortelle, et conclut : « L'équipe du Centre national de transfusion sanguine estime que c'est maintenant une urgence absolue d'interrompre la propagation de cette contamination chez les hémophiles et leur famille ».
Le 10 mai 1985, l'association française des hémophiles demande que les produits inactivés soient interdits au plus tard le 1er octobre 1985, se basant sur les seules informations diffusées par le CNTS, qui ne propose pas les solutions chauffées à la différence du centre de Lille demandant également la mise en place des dépistages « dans les meilleurs délais »,.
Le 14 mai 1985, le pré-rapport commandé au docteur Bahman Habibi avec la participation de 35 experts dont Jean-Yves Muller, Anne-Marie Courroucé, Jean-Pierre Allain (eux-mêmes membres du CNTS) recommande, au vu de l'urgence de la situation :
- une sélection stricte des donneurs
- une application de mesures de mise à l'écart de toute poche de sang susceptible d'être contaminée entraînant de facto la contamination de tout un lot
- l'inactivation par la chaleur de tous les lots, en raison des risques de contamination par un donneur contaminé mais n'ayant pas développé encore d'anticorps
- le rapatriement des lots susceptibles d'être contaminés
- la distribution de produits sanguins nationaux ou étrangers chauffés.

Le 20 mai, le professeur Thomas, directeur du Centre de transfusion sanguine de Caen, dans une lettre adressée au secrétaire d'État à la Santé, signale alors la « très grande inquiétude des directeurs des établissements de transfusion sanguine de Haute et Basse-Normandie concernant les risques croissants de transmission du LAV par les produits sanguins et leur souhait de voir mettre en œuvre dans les délais les plus brefs (dès le mois de juillet 1985) un test de dépistage des anticorps anti-LAV ».
Du 22 au 24 mai 1985, à Bordeaux, le Congrès national de l'hématologie et de la transfusion sanguine établit que « les fractions anti-hémophiliques préparées en France étaient contaminées dès fin 1982 alors que l'épidémie de SIDA semblait encore restreinte. On note ensuite un accroissement quasi linéaire de la contamination ». Edmond Hervé au cours de son discours indique : « Il est de la responsabilité du gouvernement de trancher ; tous les éléments de la décision étant maintenant connus, il le fera très vite ».
Le 28 mai 1985, au cours de la Réunion du Conseil de l'Europe à Manchester, les pays comme l'Allemagne, la Suède, l'Autriche, la Suisse, la Hollande, la Belgique, l'Islande ou l'Australie recommandent aux banques de sang le dépistage systématique et la généralisation du traitement thermique des produits sanguins tout en conseillant de surveiller activement les effets sur les patients.
Le 29 mai 1985, au sein du CNTS, une réunion regroupe Michel Garretta, Jean-Pierre Allain, Jean Cavalier, Bahman Habibi, Jean-Yves Muller, Anne-Marie Muller, Anne-Marie Courroucé et Bernard Girault afin de prendre une position sur les lots contaminés dont la durée de conservation est de vingt-quatre mois et la valeur de production est de 5 millions de francs. À la différence des méthodes de Travenol-Hyland ou celle pratiquée par le CTS de Lille, la technique employée par le CNTS avec la firme autrichienne Immuno ne permet pas de retraiter des produits finis. Le CNTS doit donc recourir à l'aide technique du CTS de Lille, ce qu'il va se refuser à faire. Le directeur du CNTS, en prenant en compte la dimension juridique, morale, économique, mais pas médicale du problème, décide d'envoyer une lettre à Robert Netter, directeur du Laboratoire National de la Santé, libellée en ces termes pour obtenir « l'information et pour avis sur la position actuelle du CNTS, à savoir le non blocage et non-rapatriement a posteriori des lots des produits finis sachant que le calcul statistique démontre malheureusement que tous les pools sont actuellement contaminés. C'est aux autorités de tutelle de prendre leurs responsabilités sur ce grave problème et éventuellement de nous interdire de céder ces produits avec les conséquences financières que cela représente ».
Le 30 mai, le rapport final du docteur Bahman Habibi, ni relu ni approuvé par les experts qui y ont participé dans la première version, est adressé à Edmond Hervé, le Secrétaire d’État chargé de la Santé. Il contredit les mesures pourtant préconisées dans la version initiale du 14 mai 1985, mêlant à la fois, la certitude statistique de la contamination par le virus du SIDA de l'ensemble des lots, l'information erronée de l'insuffisance de produits chauffés nationaux ou étrangers en quantité suffisante pour les patients, leur innocuité supposée non insuffisamment prouvée, malgré l'exemple allemand et américain, et le risque de perte économique engendrée par la liquidation des stocks contaminés.
Le 1er juin 1985, les spécialistes français de l'hémophilie, réunis à Pont-à-Mousson demandent le dépistage systématique, y compris chez les partenaires sexuels des hémophiles séropositifs. Le 3 juin 1985, le docteur Michel Garretta écrit à Robert Netter, le directeur du Laboratoire national de la santé, pour obtenir la position des autorités de tutelle sur les stocks du CNTS, démontrant leur contamination à la suite de la réunion du 29 mai 1985.
Le 10 juin 1985, au comité de coordination de la santé en milieu carcéral, il est « décidé de ne pas arrêter ni suspendre les prélèvements sanguins réalisés en établissements pénitentiaires ».
Le 11 juin 1985, le Directeur général de la santé, Jacques Roux dans une note de rappel transmise en urgence à Claude Weisselberg et à l'intention d'Edmond Hervé, indique que le dépistage est « nécessaire » et le chauffage des produits sanguins une « nécessité urgente ». Claude Weisselberg qui lève ses réserves du 8 mai 1985, souligne également que la Société nationale de la transfusion sanguine a conclu « sans ambiguïté à la nécessité de systématiser sans attendre les tests de dépistage ».
Les 13 et 14 juin 1985, la presse française se fait écho des blocages des tests Abbott au sein du ministère de la santé. Dans Le Monde, Franck Nouchi dans un article intitulé Un donneur de sang sur mille a été en contact avec le virus du SIDA pose la question suivante : « N'aurait-on pas pu accélérer les choses et mettre en place plus tôt, fût-ce en utilisant des trousses de diagnostic américaines, ce dépistage systématique? ». Dans un article publié dans le Panorama du médecin, intitulé Transfusions et SIDA, danger croissant, Pascale Picallo interroge : « Quand va-t-on instituer comme aux États-Unis un dépistage systématique de ces porteurs sains mais menacés et potentiellement dangereux pour nous tous qui sommes susceptibles d'avoir besoin d'une transfusion ? ». Anne-Marie Casteret, dans Le Matin de Paris du 14 juin 1985 publie un article SIDA : l'urgence du dépistage, démarrant par « Cinquante personnes par semaine reçoivent actuellement, dans les centres parisiens de transfusion sanguine, du sang contaminé par le virus du SIDA ». Le même jour, Edmond Hervé s'adresse à Georgina Dufoix afin de « lever les divergences existant entre les deux cabinets » qui reste sans réponse de la part de cette dernière.
Le 14 juin, François Gros est informé par Claude Weisselberg, à qui Robert Netter a communiqué la lettre de Michel Garretta datée du 3 juin indiquant que tous les lots de plasmas du Centre national de transfusion sanguine sont susceptibles d'être contaminés. François Gros, qui a déjà rencontré le directeur du CNTS à deux reprises au cours de l'année 1985, reçoit à nouveau Michel Garretta à cette date.
Le 18 juin, Robert Netter confirme au CTS de Lille la validité de ses produits grâce à sa technique validée par l'équipe de Luc Montagnier.
Le 19 juin 1985, le Premier ministre, Laurent Fabius se prononce pour la généralisation du test de dépistage : « Il en coûtera environ 200 millions de francs par an à la collectivité. Mais il m'a semblé, en conscience, que tel était le coût à payer pour éviter que plusieurs centaines de personnes, chaque année, puissent développer le SIDA ». Le même jour, le Comité national de l'hémophilie se réunit pour la première fois. Deux décisions sont prises : « Il est impératif que les tests de dépistage soient mis en œuvre immédiatement et, au plus tard, début juillet » et que les produits chauffés « soient mis à la disposition des utilisateurs dans les délais les plus brefs ». Le comité n'est pas informé de la contamination globale de tous les lots du CNTS,.
Le 20 juin, la Commission consultative de la transfusion sanguine présidée par Jean Ducros se réunit. Jean-Baptiste Brunet signale que les collectes de sang ont toujours lieu dans les prisons, zones à risques pour la qualité, avec un taux de toxicomanie de l'ordre de 25% à la prison de Fleury-Mérogis. Michel Garretta déclare que le Comité national de l'hémophilie est prêt à accepter une phase courte, où les produits chauffés sains et infectés pourront continuer à être utilisés, avec une date à fixer précisant l'information, non délivrée au comité National de l'hémophilie du 19 juin 1985, que tous les lots du C.N.T.S. sont contaminés.
Le 21 juin 1985, le test ELISA de l'Institut Pasteur est enregistré.
Fin juin 1985, au CTS de Lille, puis celui de Strasbourg, l'ensemble des produits non chauffés sont retirés du circuit de distribution. À la même période, le professeur Jean Ducos du CTS de Toulouse sollicite une entrevue avec la Ministre des affaires sociales et de la solidarité nationale, Georgina Dufoix, afin de demander la mise en place urgente des crédits nécessaires aux tests de dépistage. Cette demande d'entrevue sera déclinée, par une lettre signée de cette dernière 1 mois plus tard.
Le 5 juillet, une lettre du professeur Bernard Boneu, adjoint au Centre régional de transfusion sanguine de Toulouse, et relayé par le professeur Ducos tente d'alerter les autorités concernant la réservation des produits sanguins non chauffés aux hémophiles positifs au VIH.
Le 23 juillet 1985, les dépistages sanguins sont rendus obligatoires par arrêté ministériel du Premier Ministre, Laurent Fabius, pour tous les dons à partir du 1er août 1985. Les concentrés non chauffés ne seront plus remboursés par la Sécurité Sociale à partir du 1er Octobre 1985.
Le décret ne donne aucune consigne claire concernant les produits lyophilisés donnant pour les C.T.S. la possibilité de continuer la diffusion des stocks de produits non chauffés jusqu'au 1er octobre 1985 (poches de sang et contenu lyophilisé). Cette décision ministérielle sur le test de dépistage, va contribuer à alerter l'opinion publique. En effet, s’il y a, en mai 1985, environ 350 personnes en France qui ont développé le SIDA, le nombre de séropositifs lui reste inconnu : il n'existe pas de test pour pouvoir les détecter,.
Le 24 juillet, le test Abbott est enregistré. Le 31 juillet, le test Organon est validé. Fin Juillet 1985, les trousses du test ELISA sont distribuées aux CTS. Les centres de transfusions enregistrent une augmentation des donneurs venus se faire dépister de manière gratuite et anonyme (le coût du test est évalué à 200 francs en moyenne en laboratoire privé). Cependant le test n'est pas efficient pour les personnes récemment infectées, et n'ayant pas encore développé d'anticorps multipliant les risques de contamination.
À la fin de l'été 1985, l'ensemble des CTS est en mesure de produire les produits chauffés nécessaires, à l'exception du CNTS, qui sous-traite sa production vers Immuno. Pour pallier cela, il achète désormais massivement des concentrés chauffés étrangers pour un total de 15 millions d'unités sur les douze mois de l'année 1985, dont 10 millions à partir de juillet 1985. Le centre de Lyon, dirigé par le professeur Bruno Chataing, en lien avec le centre de Lille, choisit d'appliquer la technique de chauffage de Travenol-Hyland. Le CTS de Rouen s'adresse également à celui de Lille, pour obtenir les produits chauffés qui sont livrés à partir du 15 juin.
Le 1er octobre, les produits non chauffés ont cessé d'être remboursés, mais il n'y a pas eu d'interdiction de leur utilisation, et surtout pas de rappel des produits déjà en stock de la part du CNTS, à la différence des centres de Lille ou encore Strasbourg. Des produits non chauffés ont continué à être utilisés après cette date. Implicitement, les produits non chauffés étaient destinés à des hémophiles déjà séropositifs et les produits chauffés aux séronégatifs ; bien que cela n'ait pas été formellement démontré, l'évolution rapide de la maladie chez certains patients a été attribuée à une surcontamination. Des produits non chauffés sont donc distribués jusqu'en 1985 uniquement aux hémophiles dont on sait qu'ils sont déjà LAV+, les produits chauffés étant réservés aux séronégatifs ou à ceux qui n'avaient jamais été transfusés, en raison de la rareté d'alors des produits. Pour ces raisons, les stocks de produits non chauffés, d'une valeur de trente-quatre millions de francs, ont été laissés en circulation et remboursés jusqu'au 1er octobre 1985.
Le 2 octobre, une circulaire précise les modalités d'application de l'arrêté du 23 juillet indiquant désormais : « que tout produit congelé, cryodesséché préparé avant la mise en œuvre systématiquement du test de dépistage ne doit être ni délivré, ni utilisé sans avoir été auparavant contrôlé ».
Le 30 octobre à la seconde réunion du Comité National de l'Hémophilie, Jean-Pierre Allain informe que des productions non chauffées ont été distribuées par le C.N.T.S. soit 16 millions sur un total de 34 millions d'unités de facteur VIII jusqu'en septembre 1985. Le professeur Maurice Chassaigne du C.T.S. de Tours indique que les stocks de produits non chauffés sont de, 2 millions de facteur IX, 2 millions de cryolyophilisés et 8 millions de facteur VIII pour un montant global de 30 millions de francs.
Par ailleurs, aucune information n'a été délivrée aux patients ni aux membres de leurs familles. L'échange de produits entre hémophiles était une pratique courante notamment au sein d'une même famille, et on estime que cela a occasionné d'une trentaine à une cinquantaine de contaminations de juin à la fin 1985.
À ce moment, 95 % des hémophiles sont déjà contaminés. Les trois fournisseurs de test (Abbott, Pasteur, et Organon-Teknika) ne sont en mesure de fournir en quantité suffisante la France que vers la mi-juin 1985 ; à la date de parution de l'arrêté, deux tiers des établissements de transfusion faisaient déjà un dépistage systématique des dons. La France fut un des premiers pays à mettre en place les tests de dépistage systématique sur les dons, mais l'arrêté ne mentionnait pas le test des stocks de produit déjà constitués.
À la fin de l'année 1985, 20 000 cas de SIDA sont recensés dans le monde dont 15 000 aux États-Unis et 450 en France. Parmi les hémophiles, 95 % des Français, 70 % des Américains, 50 % des Allemands, 33 % des Britanniques et 7 % des Belges sont contaminés. En parallèle, de 6 000 à 8 000 personnes transfusées ont été contaminées,.

### 1986: premières fissures et prise d'indépendance du CNTS
La presse, dont le journal Libération, se fait écho de la lenteur des décisions face à l'épidémie du VIH dans le système transfusionnel français.
Le 12 février 1986, le test Pasteur, seul, est remboursé par la Sécurité sociale.
En mars 1986, le CTS de Lille et le CNTS créent la structure Biotransfusion destinée à diffuser aux autres centres de transfusions les productions des centres de Paris et de Lille. En réaction, les centres de Strasbourg et de Bordeaux créent Intertransfusion.
Le 29 mai 1986, sur la chaine TF1, sont diffusés sur l'émission Infovision, des interviews d'hémophiles critiquant le fonctionnement des centres français de la transfusion sanguine à la fois sur leur monopole et sur la qualité des produits français. L'ensemble de ces premières critiques vont se heurter aux réponses de la transfusion sanguine considérant qu'il s'agit d'affirmations gratuites sans fondement remettant en cause le modèle du bénévolat français et créées par les laboratoires étrangers pour détruire le monopole en France.
En juin 1986, la presse se fait l'écho également de l'éviction de Jacques Ruffié de la direction du CNTS en 1985.
Le 8 octobre 1986, les statuts de la fondation et qui préside aux actions du CNTS sont modifiés : le droit de véto détenu par les ministères de tutelle, le ministère des finances, le ministère de la santé et le ministère de l'intérieur, leur permettant d'exercer pendant les 20 jours suivants une décision est effacé des statuts privant les autorités de tutelle de toute capacité de contrôle et ce sans manifestation de leur part.
Durant l'année 1986, les stocks recensés des produits contaminés doivent être détruits. Ils ne font l'objet d'aucun rappel de la part des autorités.

### 1987: applications des mesures sanitaires et multiplication des décès des personnes transfusées
En mars 1987, le ministère de la Santé dirigé par Michèle Barzach prend la décision de suspendre la production du plasma sec. Issu de la lyophilisation du sang des donneurs et dont la durée de vie est de 5 ans, il est notamment utilisé au cours d'opération de chirurgie.
En juillet 1987, la distribution de plasma sec est arrêtée. Les stocks présents issus des années précédentes de collecte et non vérifiés seront écoulés jusqu'en 1990.
Le 30 juillet, la loi instaure les centres de dépistage anonymes.
En avril 1987, les produits chauffés sont à leur tour abandonnés en 1987 au profit des produits « solvants-détergents » mis au point par le New York Blood Center, car le procédé de chauffage ne permettait pas d'éliminer les virus des hépatites B et C.
Le 4 décembre 1987, L'Express diffuse un article sur la tragédie des hémophiles relevant les incohérences entre l'importation de produits chauffés pour les enfants et non les adultes et les lenteurs de l'année 1985.
Le 18 décembre, un projet de musée de la transfusion sanguine est projeté sur le toit de l'Arche de la Défense et une provision de 8 millions d'euros est provisionné par la fondation pour la vie.

### 1988: rébellion des hémophiles et recours à la justice
En janvier 1988, le musicien jazzman hémophile Jean Garvanoff, qui a tenté d'alerter les pouvoirs publics et la presse sur la gestion de la crise au cours de l'année 1985, créé l'association des polytransfusés pour porter l'affaire devant les tribunaux. Les patients hémophiles et transfusés se posent la question de l'origine de leur contamination,. Le 31 janvier, le conseil d'administration de la fondation pour la vie qui dirige le CNTS se réunit au sujet du dépôt de plainte de l'Association des polytransfusés. Au printemps 1988, Jean Garvanoff dépose plainte au Tribunal de Grande Instance de Paris contre X au pénal pour non assistance à personne en danger et délivrance de produits toxiques entraînant une instruction au pénal,.
Le 29 juin, André Leroux président de l'Association française des hémophiles décède des suites du Sida.
Le 29 novembre 1988, l'ensemble des tests de dépistage sont remboursés par la Sécurité sociale.
Face aux premières plaintes, les assureurs dont l'UAP et les Mutuelles du Mans Assurances qui sont rentrés au pool d'assureurs assurant le CNTS commencent à mener leurs enquêtes en interne découvrant les décisions prises en 1985. Ils reçoivent des pressions pour éviter d'ébruiter le scandale.

### 1989: tractations pour l'indemnisation des victimes
Le 12 avril 1989, l'hebdomadaire Le Canard enchaîné publie la note de juin 1985 de Michel Garretta indiquant que « la distribution des produits non chauffés reste la procédure normale tant qu'ils sont en stock ». Cette information n'est pas reprise en masse par la presse française.
Le 11 juillet, un protocole d'indemnisation est signé entre les responsables de la transfusion sanguine, les assureurs et l'État. Les compagnies d'assurances prennent en charge les séropositifs tandis que l'État assure l’indemnisation des hémophiles dont le Sida est déclaré. Les compagnies d'assurance mettent comme condition l'abandon de toute poursuite judiciaire en cas d'acceptation. La distribution du fonds public est assurée par l'agence française de lutte contre le sida (AFLS) avec un montant de 100 000 francs par victime, 170 000 francs pour le parent survivant et 40 000 francs par enfant à charge en cas de décès. Le conseiller de Claude Évin, Jean-Paul Jean, refuse en revanche la mise en place d'une telle de clause de renonciation pour les fonds issus de l'État.
Le 1er novembre, la Renault 25 du directeur du CNTS, Michel Garretta est détruite volontairement devant son domicile par une explosion suivie d'un incendie à 2 heures du matin. Cette destruction est effectuée par un groupe baptisé "Honneur de la France" revendiquant son geste en ces termes : « Le criminel et trafiquant d'or rouge Michel Garretta vient de recevoir un simple avertissement. Il a, pour le profit et pour conserver un monopole de fabrication et de distribution, écoulé des médicaments, en sachant parfaitement qu'ils contamineraient à mort des enfants innocents ». Les autorités sont informées de l'état de menaces à l'égard de Michel Garretta par plusieurs rapports des Renseignements généraux.
Fin 1989, le chiffre d'affaires du CNTS atteint 826 millions de francs pour un bénéfice de 34 millions de francs.

### 1990: multiplication des plaintes et échec de l'auto suffisance
Le directeur de la Direction Générale de la Santé (DGS), le professeur Jean-François Giraud, demande au CNTS les raisons de l'importation par Biotransfusion (le regroupement fondé par le CNTS et le centre de Lille), pour pallier le manque de produits sanguins en France et plus spécifiquement du plasma. L'importation est évaluée à 145 000 litres depuis 1988 en provenance des Pays-Bas, de la Belgique et de la Suisse.
Le 2 et le 5 octobre, Michel Garetta sollicite l'accord de la DGS pour l'importation de 55 000 litres de plasma.
En novembre, la DGS accorde les importations. Elle souhaite cependant voir être établi une collaboration entre centres de transfusion pour mutualiser les ressources et répondre aux demandes de manière régulière et afin d'éviter d'avoir à statuer dans l'urgence et la précipitation.
Fin 1990, 400 recours devant les tribunaux administratifs contre l'action de l'État ont été déposés. En parallèle, des victimes portent plainte contre des centres de transfusion. Les personnes qui sont reconnues comme victimes doivent cependant apporter la preuve de leur contamination ce qui, à l'époque avec l'absence de sérothèque, n'est pas possible pour la majorité des plaignants. La plupart préfèrent accepter l'indemnisation.

## 1991: révélations de la presse et scandale médical, financier et politique

### Scandale médical
Le 25 avril 1991 dans l'hebdomadaire L'Evènement du jeudi, la journaliste Anne-Marie Casteret rend public le rapport de la réunion confidentielle du 29 mai 1985 du CNTS. Sa lecture déclenche l'indignation de la population qui constate que les médecins chargés des produits sanguins ont sciemment laissé contaminer des patients avec des produits sanguins frauduleux en ayant considéré prioritairement des considérations économiques sur les impératifs éthiques de protection sanitaire de la population. Elle est bientôt relayée par Libération, Le Canard enchaîné, Le Figaro, Ouest-France, l'émission Le Droit de savoir sur TF1.
Le 3 juin, Michel Garretta démissionne de son poste de directeur du CNTS percevant 3 millions d'indemnités. Le 21 juin, il est inculpé par le juge Sabine Foulon pour infraction à la loi de 1905 sur les fraudes pour avoir laissé sur le marché des produits corrompus et toxiques. Jean-Pierre Allain est également inculpé sous la même charge. Le Dr Robert Netter et le professeur Jacques Roux sont également inculpés pour non assistance à personne en danger.
L'ampleur du drame n'est connue qu'en août 1991, avec la publication d'un rapport du Centre national de transfusion sanguine, qui affirme qu'un hémophile sur deux a été contaminé, soit près de 2 000 personnes dont des enfants. Les retards accumulés entre la fin de l'année 1984 et la fin de l'année 1985 pour les produits chauffés, et entre juin et la fin de l'année 1985 pour les tests de dépistage, représentent de vingt à trente personnes transfusées par mois (hémophiles ou non) sur les 2 000. Le scandale éclate car il est prouvé que 50% des contaminations sont le fait des actes et décisions du CNTS seul. Aux centres CTS de Grenoble et Lyon qui ont davantage pris de précaution le taux de contamination atteint 15%.
Le 27 octobre 1991 dans Dimanche 19h Elkabbach sur La Cinq, Michel Garretta reconnaît des erreurs face à Jean-Pierre Elkabbach, et considère qu'il s'agit d'une responsabilité collective : « je reconnais des erreurs et je me reconnais responsable… Ce que je n'accepte pas aujourd'hui, c'est une conspiration du silence »,. Le 31 octobre, Michel Garretta déclare « qu'au vu des recherches en 1985, personne ne pouvait prendre une décision pour la chauffage et le dépistage » et ce, malgré les alertes initiales répétées de la firme Travenol Hyland en 1983, les recommandations du CDC d'Atlanta, de la Fédération nationale américaine de l'hémophilie (FNAH) d'octobre, et celles des sommets internationaux de la transfusion sanguine de juillet à Munich et de novembre à Tokyo en 1984 et celles pratiquées à l'échelle locale par les CTS notamment celui de Lille.
Repris par la presse française dans son ensemble, qui va enquêter et confirmer les découvertes, le scandale médical prend une tournure financière et politique en raison des révélations sur l'état de la holding Espace Vie qui dirige le CNTS et sur les retards de l'administration dans l'adoption des mesures sanitaires nécessaires.

### Scandale financier
En parallèle, Le Canard enchaîné révèle que les membres de la Holding Espace Vie et le directeur du CNTS se sont attribué un intéressement sur le résultat d'exploitation de 0,3 à 0,06 % avec un plafond de 200 000 francs et 400 000 francs pour Michel Garretta.
L'Express met en lumière le désastre financier où s'abime la fondation CNTS : son bilan présente un déficit pour la seule année 1990 de 78 millions de francs. Son passif (dettes) est de 200 millions de francs. Le quotidien fait état des salaires des membres de la direction de 500 à 800 000 francs annuels avec des frais de fonctionnement extrêmement élevés des dirigeants soit 38 millions de francs en 6 mois. L'audit diligenté par la DGS confirme les révélations.
L'audit financier est effectué au vu du scandale par l'Inspection Générale des Finances mené par Laurent Vachey. Publié en octobre 1991, il confirme l'état financier délabré de la holding, pourtant bénéficiaire en 1988 avec un excédent de 34 millions de francs pour 200 millions de subventions annuelles. Il est fait état sur le plan financier d'une fondation exsangue comptabilisant un découvert de 195 millions de francs pour la seule année 1991 et un endettement de 208 millions de francs dus à une stratégie d'investissements notamment en filiales biotechnologies toutes déficitaires. Il est indiqué que « la situation est imputable aux dirigeants qui ont eu des ambitions démesurées par rapport aux capacités financières, sans réflexion stratégique et souvent sans maitrise des choix faits ».
Il apparaît en parallèle que les autorités de tutelle n'ont effectué aucun contrôle sur les choix financiers et la politique sanitaire menée par les dirigeants du CNTS.
Le scandale politique se greffe alors sur la dimension médicale et financière de l'affaire.

### Scandale politique
Le 15 juin 1991, l'Inspection Générale de l'Administration de la santé (IGAS) est sollicitée pour faire une analyse des décisions prise sur la période. Ce rapport dit Rapport Lucas, du nom de son auteur Michel Lucas, inspecteur général aux Affaires Sociales, est remis et publié en septembre 1991 et vient confirmer les révélations précédentes et notamment : la primauté des considérations économiques sur les considérations de protection sanitaire établissant que le danger de la contamination par les produits sanguins était connu fin 1984, la prise en charge par l'administration du virus du sida comme l'ensemble des problématiques médicales,.
Il expose les blocages sur l'homologation du test de la firme américaine Abbott, afin de permettre à l'institut Pasteur de proposer une solution concurrentielle pour le marché national. Il est ainsi révélé que le test Abbott aurait pu être validé dès le mois d'avril 1985. De même, il démontre le manque de coordination et de synchronisation entre la haute administration, les responsables scientifiques et les politiques,,.
Edmond Hervé, attaqué pour avoir, en tant que ministre de la santé de 1983 à 1986, refusé la généralisation des tests, se défend en invoquant les incertitudes médicales de l'époque et le rôle dévolu aux experts médicaux. Georgina Dufoix est également critiquée, en tant que ministre des Affaires sociales et de la Solidarité nationale, pour avoir refusé la prise en charge par l'assurance maladie du coût des tests, évalué à 200 millions de francs, position partagée alors par celle de l'Economie, des Finances et du Budget. Pour Georgina Dufoix, il apparaît que sa décision de refuser de prendre en charge le dépistage systématique rentrait en infraction directe avec la loi du 21 juillet 1983 article 8 qui imposait la suspension obligatoire de tout produit déterminé comme dangereux pour les malades,.
Les responsables politiques et la haute administration sont mis en cause pour la prise de décisions contradictoires sans coordination entre elles comme la continuité des collectes de sang en prison, point qui est reproché à Edmond Hervé, malgré les recommandations de la DGS, et plus grave, illégales. Il apparaît au fil des enquêtes et révélations que l'objectif d'auto-suffisance a dominé la prise de décisions des politiques avec un horizon à court terme. La révélation que les stocks de sang contaminé ont été remboursés par l'assurance maladie jusqu'au 1er octobre 1985 achèvent de discréditer l'ensemble des responsables administratifs et politiques et l'Etat. L'ensemble des enquêtes journalistiques et celles menées par les pouvoirs publics permettent de comprendre que face à l'épidémie du VIH, des produits sanguins sûrs étaient disponibles et que les responsables médicaux français ne les ont produits et importés que beaucoup plus tard malgré les enquêtes, études sanitaires, recommandations scientifiques internationales et alertes des firmes étrangères et des personnels de terrain en France.
En parallèle, Le Monde publie le compte rendu de la réunion du 25 février 1985 qui avait vu le renvoi autoritaire de Jacques Ruffié pour avoir posé des questions trop précises sur le fonctionnement interne du CNTS.
Le 4 novembre 1991, Georgina Dufoix déclare sur TF1 : « Je me sens profondément responsable ; pour autant, je ne me sens pas coupable, parce que vraiment, à l’époque, on a pris des décisions dans un certain contexte, qui étaient pour nous des décisions qui nous paraissaient justes ».
Le 22 octobre 1991, Jacques Roux, ex-directeur général de la santé et démissionné, témoigne sur le plateau de France 2 et dénie toute responsabilité indiquant qu'il a alors en poste diligenté une enquête administrative de l'IGAS et scientifique et technique, qu’il n’a jamais obtenue pour ce dernier volet, sur le fonctionnement du CNTS à la suite du limogeage du président Jacques Ruffié en février 1985. Il témoigne également avoir informé les ministres et soutient que le manque de réactivité de l'administration était lié au coût de la prise en charge des tests de dépistage dans une période de restriction des dépenses publiques.
Le 20 Décembre 1991, le tribunal administratif reconnaît la responsabilité de l'État pour « ne pas avoir autoritairement et sans délai mis fin à la distribution des produits confinés » indiquant que « la révélation de catastrophe sanitaire annoncée commandait qu'il fut mis fin autoritairement et sans délais à la distribution de produits sanguins contaminés ». Il condamne l'État au versement de deux millions de francs à un hémophile, en réparation de la faute commise par l'Etat qui n'a pas interdit, à partir du 12 mars 1985 (note du docteur Brunet au directeur de la Santé), la distribution de produits sanguins considérés comme contaminés. Ce tribunal a statué que la période entre le 12 mars et le 19 octobre 1985, était celle pendant laquelle l'État pouvait être tenu pour responsable des contaminations post-transfusionnelles par le virus du SIDA,.
Le 31 décembre 1991, sous la pression de l'association des polytransfusés, puis de l'association de défense de transfusés et enfin de l'AFH, afin de faire reconnaître et de garantir les droits des victimes, le parlement vote une loi dédommageant les victimes du risque transfusionnel qui crée un fonds d'indemnisation. Ces dernières doivent cependant pour en bénéficier faire la preuve qu'elles ont reçu une transfusion et qu'elles sont séropositives. 4 000 personnes en bénéficieront,.
Fin 1991, la France est le pays européen connaissant le plus de personnes contaminées par le virus du Sida avec une transfusion sanguine avec une proportion de 14,5 pour 100 000 habitants. En comparaison, la proportion était de 1,5 en Angleterre pour 100 000 habitants, 2 en République Fédérale d'Allemagne, 6,4 en Belgique. La France apparaît comme le pays où la proportion des hémophiles et des transfusés contaminés est l’une des plus élevées en Europe avec un taux sur la période de 1983 à 1985 de 1 pour 1 700. Le nombre des dons infectés contaminant des receveurs apparaît quatre fois plus important qu'en Italie, cinq fois plus qu'en Espagne, six fois plus qu'en Allemagne et 10 à 12 fois plus important qu’en Grande-Bretagne (voir paragraphe spécifique),.

## 1992-2003: procédure judiciaire et combat des associations des victimes

### 1992: procès en correctionnel: administration et CNTS sanctionnés
En 1992, quatre médecins sont jugés dont deux pour tromperie. En effet, les prévenus ne sont pas jugés pour la contamination des patients mais sur l'absence d'informations sur le risque inhérent aux produits sanguins. Le procès démarre le 22 Juin 1992,.
Le 26 juillet 1992, François Gros reconnaît, sous serment, les faits concernant le retard pris dans la validation des tests Abbott et Organon par rapport à ceux de l'Institut Pasteur « On a cherché à donner sa chance au test Pasteur, sous la pression du ministère du Redéploiement industriel » dirigé à l'époque par Édith Cresson.
L'ancien directeur du CNTS, Michel Garretta est condamné à quatre ans de prison ferme, et 500 000 francs d'amende et Jean-Pierre Allain, responsable jusqu'en 1986 du département Recherche et développement du CNTS et des produits hémophiliques et clinicien référent, est condamné à quatre ans de prison, dont deux avec sursis et deux autres pour non-assistance à personne en danger.
Jacques Roux, ancien directeur général de la santé, est condamné à trois ans de prison avec sursis. Robert Netter, ex-directeur du laboratoire national de la santé, est relaxé.
Au cours du procès et avant celui-ci, les responsables du CNTS et également des Institutions publiques visés mettent en cause leurs autorités de tutelle et leurs responsables politiques.
Le 28 octobre 1992, Michel Garretta est incarcéré.
En juin 1992, 250 hémophiles contaminés sont décédés des suites du virus du Sida sur un total de 1 200 recensés.

### 1993: procès en appel, confirmation des sanctions et faute de l'État
Au cours du procès en appel, le sociologue Michel Setbon qui effectue une recherche comparative sur les politiques de dépistage du virus du Sida en France, en Grande-Bretagne et en Suède est appelé comme témoin.
Son analyse met en avant, qu'au delà de la responsabilité et de la culpabilité individuelle avérées de plusieurs décideurs éventuels, c'est la mise en cause plus large même des structures économiques et culturelles du système de la transfusion sanguine française dans son ensemble qui apparaît. Lors des évènements, personne y compris dans les médias, n’a perçu le danger que représentait l’application laxiste de la sélection des donneurs en raison d'une insensibilité à la notion de risque par l'ensemble des acteurs de la filière sauf par certains centres comme celui de Lille ou de nombreux praticiens isolés qui réclamaient des produits chauffés,.
Les condamnations des prévenus pour tromperies sont confirmées en appel.
En parallèle, une instruction est ouverte et confiée à la juge Marie-Odile Bertella-Geffroy.
Le 5 avril 1993, le Conseil d'État juge par un arrêt l'État responsable en tant que personne morale de ne pas avoir fait usage de son pouvoir d'autorité en matière de police sanitaire, l'administration chargée du contrôle du CNTS ayant laissé ce dernier distribuer les produits contaminés en privilégiant les intérêts économiques entre le 22 novembre 1984 et le 20 octobre 1985,.
Le principe d'un rappel de toutes les personnes ayant été transfusées sur la période de 1er janvier 1980 au 31 décembre 1985 pour proposer un test est mis en place par le ministère de la Santé dirigé par Bernard Kouchner.
En décembre 1993, le prix Nobel Britannique de chimie, Max Ferdinand Perutz et 32 autres titulaires de ce titre dont les français François Jacob, Pierre-Gilles de Gennes, Jean-Marie Lehn, Jean Dausset et Georges Charpak, adressent une lettre au président François Mitterrand pour solliciter la grâce de Jean-Pierre Allain, condamné à quatre ans de prison, dont deux avec sursis et placé en détention. En parallèle, une centaine de médecins appelant à la grâce des quatre médecins condamnés le Dr Allain, les Drs Garretta, Roux et Netter, est également révélée dans la presse.
Cette attitude de demande de clémence après un procès très sensible, sous la position que les condamnations « vont à l'encontre des progrès de la médecine, car, par crainte des représailles judiciaires, elles dissuadent les scientifiques d'assumer leurs devoirs et responsabilités » alors que les faits reprochés portent sur la commercialisation de produits sanguins contaminés, provoque de fait la colère des familles des victimes, l'indignation de l'opinion publique et aussi la désapprobation de la majorité du corps médical. Le Pr Chermann, directeur de recherche de l'INSERM à Marseille qui sollicité, a refusé de signer cette pétition estime que : « le scientifique doit être responsable par ses actes et par ses dires », ajoutant « Nous nous sommes battus pour prévenir que le virus pouvait passer par le sang. Il y a eu un jugement. J'ai témoigné »,.

### 1994: intervention de la Cour de Cassation
Le 19 janvier 1994, Max Perutz révèle son opération dit Nobel à l'Agence France-Presse. En effet, en parallèle, une pétition adressée au président de la République par une centaine de scientifiques et de médecins français demande la grâce des quatre responsables sanctionnés : les Docteurs Allain, Garretta, Roux et Netter, considérant que les condamnations en question « vont à l'encontre des progrès de la médecine, car, par crainte des représailles judiciaires, elles dissuadent les scientifiques d'assumer leurs devoirs et responsabilités ». Ces actes, au départ séparés et confidentiels, une fois révélés dans la presse, entrainent des réactions scandalisées des victimes de la contamination sanguine et la réprobation de la majorité de la profession médicale.
La Cour de Cassation, par un arrêt de 1994, ordonne que la justice reprenne son travail sur la base cette fois de l'empoisonnement, la seconde instruction prenant donc des qualifications criminelles.
Le 9 septembre 1994, le docteur Bahman Habibi, cadre du CNTS qui n'avait pas été condamné au cours du premier procès est mis en examen par la juge Marie-Odile Bertella-Geffroy, chargée de l'enquête, sous le chef d' accusation d'empoisonnement.

### 1999: Arrêt de la Cour de Justice de la République
Du 2 février au 2 mars, dans les locaux du Centre de conférences internationales, avenue Kléber, dans le 16e arrondissement de Paris, l'ancien Premier ministre socialiste Laurent Fabius et les anciens ministres socialistes Georgina Dufoix et Edmond Hervé comparaissent devant la Cour de justice de la République pour « homicide involontaire » ouvrant le procès des anciens responsables politiques mis en cause pour empoisonnement et atteinte involontaire à l'intégrité des personnes durant la gestion de la crise contribuant à faire du scandale une affaire d'État. Il est suivi par plus de 120 journalistes de toutes nationalités.
En effet, c'est la première fois dans l'histoire de la Cinquième République que sont jugés pour leurs actes d'anciens ministres, soupçonnés d'avoir commis des délits dans l’exercice de leurs fonctions ministérielles. Ils sont poursuivis à la fois pour des « imprudences », des « fautes d’inattention et de négligence », des « manquements aux obligations de prudence et de sécurité » ayant involontairement entraîné de lourdes incapacités physiques ou la mort de certains de leurs administrés. La Cour doit également statuer sur les temporisations politiques constatées durant l'année 1985 sur l'autorisation des tests de dépistage et sur l'information scientifique détenue par les responsables politiques et transmise par leurs conseillers, l'ensemble des responsables étant accusés d'avoir privilégié les intérêts économiques aux principes de santé publique,.
De même, l'instruction de la Cour de Justice porte sur l'absence d’information des transfusés, qui, à la différence des donneurs, n'avaient pas été prévenus après la mise en place des tests de dépistage, avec pour conséquence de nouvelles contaminations dans leur entourage proche estimées à 130 pour les hémophiles et à 230 pour les personnes transfusées.
Le 9 mars 1999, Laurent Fabius et Georgina Dufoix sont relaxés par la Cour de Justice de la République, l’accusation d’homicide involontaire n'étant pas retenue à leur encontre.
Cette cour a rendu son verdict par un arrêt qui innocente Georgina Dufoix et Laurent Fabius :

« La Cour,

Rejette les conclusions déposées le 23 février 1999 par maître Maisonneuve et maître Welzer pour Edmond Hervé, les conclusions déposées le 25 février par maître Cahen pour Georgina Dufoix, ainsi que les conclusions déposées le même jour par maître Maisonneuve et maître Welzer pour Edmond Hervé ;

Déclare non constitués, à la charge de Laurent Fabius et de Georgina Dufoix, les délits qui leur sont reprochés, d'atteintes involontaires à la vie ou à l'intégrité physique des personnes. »

S'agissant de Laurent Fabius, la Cour de Justice de la République relève que par une note de son conseiller industriel du 29 avril 1985, celui-ci a été « saisi du problème du dépistage obligatoire des dons de sang ». À compter de cette date, « l'action de Laurent Fabius a contribué à accélérer les processus décisionnels », de manière à imposer le dépistage des dons de sang dans la plupart des centres de dons « sans retard, par comparaison avec le calendrier observé dans la plupart des autres pays du monde ».
S'agissant de Georgina Dufoix, la Cour de Justice de la République relève qu'à l'instar de Laurent Fabius, elle n'a apporté aucun retard ni entrave à la mise en place des mesures de dépistage obligatoire de tous les prélèvements sanguins annoncées le 19 juin 1985 par le Premier ministre.
S'agissant d'Edmond Hervé, la Cour de Justice de la République relève qu'il a commis une faute d'imprudence et un manquement à son obligation d'« édicter la réglementation nécessaire pour que soit préservée, en toutes circonstances, la qualité du sang humain, de son plasma et de leurs dérivés utilisés à des fins thérapeutiques ». Pour ces motifs, Edmond Hervé est condamné pour homicide involontaire, mais bénéficie d'une dispense de peine. La Cour de Justice de la République motive cette dispense de peine par le fait « qu’au cours de ces années de nombreuses thèses se sont opposées au sujet de l’affaire du sang contaminé, portant des accusations sur l’action et la responsabilité des ministres sans que ceux-ci aient été en mesure de se défendre », ce qui aurait eu pour conséquence qu'Edmond Hervé « n’a pu bénéficier totalement de la présomption d’innocence ».
Aucun des acteurs de cette époque, médecins, administratifs, politiques n'a été jugé coupable au motif que les connaissances scientifiques de l’époque ne permettaient pas de prendre d’autres décisions : en 1985, la séropositivité était considérée par certains scientifiques comme un signe de protection ou même une immunité contre le sida.
En mai 1999, la Cour de Justice de la République juge recevable la plainte déposée par l'Association française des transfusés et les époux Aloncle concernant le décès d'une personne transfusée en 1984 contre Claude Évin, ministre de la Santé de 1988 à 1991.
La juge Marie-Odile Bertella-Geoffroy dépose son instruction d'un total de 108 tomes et a identifié 570 victimes.
En juin 1999, Claude Évin est mis en examen pour « homicide involontaire », à la suite de plaintes lui reprochant de ne pas avoir organisé de 1989 à 1991 le rappel des personnes transfusées avant le 1er août 1985.
En 1999, 4 4000 personnes hémophiles sont comptabilisées, plus de 2 000 ont déclaré la maladie et 40 % en sont mortes.

### 2001: application de la loi sur la présomption d'innocence
Le 11 janvier 2001, en raison de la mise en application de la loi sur la présomption d'innocence, la chambre de l'instruction de la cour d'appel de Paris annule l'ordonnance de transmission (lorsque le juge se dessaisit d'un dossier pour le transmettre à la chambre) du volet non-ministériel du sang contaminé. L'ensemble du dossier est renvoyé au juge d'instruction Marie-Odile Bertella-Geffroy. À cette dernière revient désormais de choisir de renvoyer les protagonistes du dossier soit devant le Tribunal correctionnel soit devant une cour d'assises.
Le juge Bertella-Geffroy souhaite renvoyer l'ensemble des prévenus du dossier, soit sept médecins et vingt-trois conseillers ministériels, devant les assises. Elle s'oppose alors à l'avocat général de la cour d'appel qui, ayant demandé la re-qualification des crimes homicides involontaires et violences volontaires en délits, souhaite le renvoi de l'affaire devant le tribunal correctionnel.
Dans un communiqué, l'Association française des transfusés, présidée par Olivier Duplessis, dénonce alors : « La décision de la chambre de l'instruction n'est que le dernier avatar de longues tentatives pour désavouer le juge Bertella-Geffroy dont le courage et l'indépendance menaçait les puissantes personnalités qu'elle avait mises en examen et qu'elle s'apprêtait à renvoyer devant une cour d'assises ».

### 2002: jugement de la cour d'Appel de Paris et pourvoi en cassation
Le 4 juillet, la chambre de l'instruction de la cour d'appel de Paris accorde un non-lieu général aux 30 personnes poursuivies dans le volet non ministériel de l'affaire du sang contaminé.
Les motivations de la cour d'appel pour justifier cette décision sont les suivantes :
Elle part du principe qu'il n'existait pas au moment des faits reprochés aux accusés de lien de causalité entre les faits incriminés et la contamination par le virus du sida. La cour relève l'absence de faute pénale pour les praticiens prescripteurs qui ignoraient d'après son analyse le « caractère nécessairement mortifère des lots du Centre national de transfusion sanguine » (CNTS) prescrits à leurs patients. De même, les magistrats ont considéré qu'aucune preuve prouvant que la décision de retarder la mise en place de ces tests ait pu avoir des « conséquences dommageables » n'a pu être démontrée (lien de causalité). En conséquence, ces dernières ne pouvaient être imputées « aux décideurs politiques et administratifs ou les responsables des centres de transfusion sanguine ». Pour l'ensemble de ces raisons, les conseillers ministériels et praticiens ne peuvent être poursuivis par la chambre de d'instruction.
Les associations de défense des victimes font part de leur indignation qui dénoncent cette décision avec pour slogan : « Affaire du sang contaminé = faillite judiciaire ».
Le 8 juillet 2002, le procureur général de Paris, Jean-Louis Nadal, devant l'émotion des familles, fait appel de cette décision considérant « l'insuffisance ou la contradiction de motifs et le défaut de réponse aux demandes des parties » avec l'appui du Ministre de la Justice Dominique Perben,,.

### 2003: confirmation de l'arrêt des procédures au niveau des instances judiciaires
Le 18 juin 2003, la chambre criminelle de la Cour de Cassation décrète un « non-lieu général » définitif aux trente conseillers ministériels dont Louis Schweitzer (directeur du cabinet ministériel de Laurent Fabius à l'époque des faits et devenu PDG de Renault) et médecins qui ont participé aux prises de décisions sur l'écoulement de stocks de sang contaminé par le virus du sida en 1985 sous les protestations des parties civiles. Au cours du procès en cassation, l'avocate générale, Mme Dominique Commaret, indique que la « justice pénale n'a pas pour vocation de désigner un coupable pour tous les accidents de la vie », même si l'affaire du sang contaminé est une « des plus grandes défaites de la médecine et du service public de la santé »,.
De même, en vertu de la loi du 10 juillet 2000 du sénateur Pierre Fauchon, qui réduit les poursuites pour ces délits non intentionnels et critiquant la « vision technocratique, industrielle, économique » qui fonctionnait en 1985, l'avocate générale a donc demandé de casser l'arrêt de la cour d'appel, mais demandé que l'affaire ne soit pas encore renvoyée devant une chambre de l'instruction et qu'il soit mis définitivement « fin au litige ».
Concernant l'empoisonnement, la Haute Cour précise que le crime d'empoisonnement ne peut être validé que si l'auteur a agi avec l'intention de donner la mort, élément moral commun à l'empoisonnement et aux autres crimes d'atteinte volontaire à la vie de la personne. Ainsi, la preuve de la connaissance par les médecins du caractère mortifère des produits sanguins n'étant pas rapportée, le chef d’accusation d'empoisonnement ne peut être retenu.
Le 6 novembre 2003, Claude Évin obtient un non-lieu de la Cour de justice de la République, suivant les réquisitions de non-lieu du parquet général, datant du 6 janvier 2003. Pour le procureur général : « M. Evin n'a jamais prétendu avoir ignoré le risque que représentait la contamination par le virus du sida des personnes transfusées entre 1980 et 1985 ». L'ancien ministre a alors plaidé que : « Ce rappel était matériellement impossible car il n'existait pas alors de traçabilité des personnes transfusées » et qu'« il aurait fallu reprendre l'ensemble des personnes passées par les hôpitaux pendant cette période, ce qui représentait 20 à 30 millions de gens ».
L'affaire pour sa dimension judiciaire est définitivement close 15 ans après les premières plaintes déposées en 1988.

## Causes multiples
Les causes sont d'origines multiples. Les révélations de la presse puis l'instruction judiciaire mettent en avant les défaillances structurelles du système transfusionnel français dans son ensemble et décisionnelles des autorités de tutelle.

### Sur le plan décisionnaire
- Les responsables politiques et les cabinets ministériels, épaulés par une administration aux multiples intervenants et jalouse de ses prérogatives dont le ministère des affaires sociales, l'assurance maladie, le secrétariat à la Santé et les laboratoires défendant des intérêts différents voire contraires contribuent à fractionner les capacités d'analyse de la situation, à morceler les responsabilités et contribuer à l'absence de ligne commune claire[5].
- Les procédures administratives lourdes et peu adaptées pour traiter les problèmes de santé publique urgents ont contribué à ralentir durablement et globalement l'adoption de mesures de santé publique face à une épidémie inconnue et difficilement appréhendée sur les années 1980 à 1985, malgré les relances de tous les acteurs dont les chercheurs pour obtenir des moyens de détection comme le professeur Luc Montagnier en 1983 ou comme les associations comme AIDES qui réclamèrent une politique de prévention et d'information à destination des jeunes[5],[7].
- Une incapacité à comprendre l'urgence de la situation sanitaire, suivie d'une inaction puis d'une tergiversation de la part des scientifiques puis des responsables politiques. La déclaration du Premier Ministre de généraliser le dépistage systématique en date du 19 juin parait au Journal officiel le 1er août 1985[2],[7].
- Une gestion économique de la crise de la part de l'administration et des décisionnaires politiques qui privilégie les aspects économiques afin de sauvegarder les intérêts nationaux industriels notamment dans la gestion de l'agrément des tests de dépistages de la firme américaine Abbott contre celui de l'Institut Pasteur au cours de l'année 1985. Le marché est alors évalué de 80 à 100 millions de francs à l'époque et celui des stocks non chauffés à 30 millions de francs. Ce retard entraîne la contamination de 50 à 200 personnes par mois supplémentaires entre le 20 mars et le 1er octobre 1985 couplé au système de la collecte en prison qui représentait 40 % du volume de sang annuel prélevé sur les donneurs. Il est également nécessaire pour restituer le contexte de mentionner l'existence d'un contentieux non résolu entre l'entreprise Pasteur et les autorités et firmes médicales américaines lors de la mise au point du vaccin l'Hevac B datant de 1983[34],[9],[25].
- L'existence d'une différence de conception et une lutte interne au sein même de l'appareil décisionnaire administratif et politique. Ainsi, si le cabinet ministériel du Premier ministre, Laurent Fabius, envisageait de déployer le test de dépistage, condition nécessaire pour la préservation du système de transfusion sanguine française, a contrario, le cabinet du Ministre de la santé, Edmond Hervé, ne concevait pas l'utilité de la généralisation d'une telle mesure qui ne pouvait selon lui que limiter et prévenir quelques cas[5].
- L'absence de décisions politiques et de directives administratives claires et autoritaires d'une part sur l'application des questionnaires de sélection préventive en 1983 pour mettre en garde les acteurs de la filière face à un mal encore inconnu et d'autre part sur l'existence et le devenir des produits sanguins non chauffés encore disponibles et présents dans les stocks des centres de transfusion sanguine, les hôpitaux et cliniques sur la période du 23 juillet 1985, date de l'arrêté ministériel du Premier Ministre Laurent Fabius au 1er octobre 1985 permettant aux praticiens d'écouler librement les stocks en vertu de la loi ou bien de les rappeler et de les détruire dans l'optique de proposer des produits sains pour la sécurité des patients[2],[7].
- Une délégation faite par l’État de ses missions d'évaluation auprès des centres de transfusion sanguine qu'il est censé contrôler[3],[7].

### Sur le plan structurel
Une absence de coordination de l'ensemble des acteurs du monde de la transfusion sanguine due à :
- La rivalité historique et la concurrence exacerbée entre les différents centres de transfusion sanguine au nombre alors de 163, à la structure très hétérogène, faiblement encadrés et contrôlés par l’État et ses instances et où règne un féodalisme, et qui, au lieu d'agir de concert face à une épidémie inconnue, ont agi chacun de leur côté de manière anarchique avec leurs moyens et ressources pour mettre en place des techniques d'inactivation du virus disparates et proposer des produits sains à leurs malades, contribuant à morceler la possibilité de la mise en place d'une politique sanitaire commune et la diffusion de solutions de productions sécurisées à l'échelon national en produits et dérivés sanguins. La guerre fratricide entre le centre de Lille et le CNTS de Paris fut l'exemple le plus probant : lorsque le centre de Lille proposa de partager la technique d'inactivation par la chaleur obtenue grâce à l'aide de la firme américaine Travenol Hyland, le CNTS de Paris refusa, alors en négociation confidentielle avec la firme autrichienne Immuno (en) perdant plusieurs mois[2],[35],[3],[7].
- L'éthique du système transfusionnel français idéalisée sur le don de sang bénévole et sain, s'est muée pour ses différents acteurs notamment les CTS, en un dogme idéologique profondément ancré et vu comme suffisamment protecteur et sécurisant. Cependant, il devient auto intoxicant et aboutit à l'aveuglement des praticiens qui se dispensèrent des règles de sécurité. Cette certitude, non vérifiée et non mise à l'épreuve de la réalité, qui est la base de toute démarche scientifique rigoureuse moderne, conduisit à dispenser de contrôle préventif les donateurs, dont l'altruisme et la générosité en France étaient assimilés à un véritable brevet de sécurité. Le professeur Jean Ducos du CTS de Toulouse déclarait à ce sujet durant l'année 1983, alors que se produisait la multiplication des cas de Sida, « La gratuité du don protège contre les risques de contamination »[2],[7],[5].
- La non application des questionnaires de santé préventifs pour les donneurs permettant d'écarter les personnes à facteurs de risques (homosexualité, toxicomanie) n'est pas pratiqué par l'ensemble des centres de transfusion sanguine à la différence de l'Angleterre ou de la Suède (voir exemples européens) pour des raisons financières. Les centres français étant juridiquement et financièrement autonomes, toute baisse des dons entrainait une baisse de leur chiffre d'affaires et donc la remise en cause de leur équilibre financier. Seuls 20 centres ont appliqué ces mesures de protections préventives. En outre, les associations des bénévoles donneurs de sang acceptent mal alors l'idée de la mise à l'écart de donneurs partant du principe qu'un don désintéressé est sain par essence. En parallèle, la communauté homosexuelle, première victime médiatique de l'épidémie et dont la pratique n'est plus considérée en France comme une maladie depuis l'année 1981, réagit contre une stigmatisation de ses pratiques sexuelles que semble induire un virus encore inconnu. Le Comité d'urgence anti-répression homosexuelle (ou CUARH) s'opposait pour cette raison à cette mesure[51],[52]. De plus, la sélection des donneurs rentrait en contradiction avec l'objectif d'autosuffisance défini par la DGS et le CNTS nécessitant de grands volumes de sang. Ces dispositifs de présélection n'ont pas été perçus, du manque également d'un message clair de la part des autorités comme des instruments au service d'une politique générale de santé publique. Cette réalité, révélée par les enquêtes notamment parlementaires, représente la cause originelle, mais non exhaustive, de l'échec de la prévention des cas de transmission répétés de Sida de la part de la Transfusion sanguine française. C'est la raison pour laquelle, les mesures préventives de sélection des donneurs édictées dans la circulaire du 20 juin 1983, restées inappliquées, sont rappelées avec force par l'administration en mars 1985[35],[7],[9].
- Une non appréciation réaliste de la menace face à un virus perçu comme exotique et lointain, les premiers cas ayant été repérés aux États-Unis, et face aux risques réels et connus de l'hépatite B et C : la non application dans les années 1982-1983, de la sélection des donneurs, avant la redécouverte du Virus par Robert Gallo en 1984 qui officialise, pour le monde médical, la menace, résultait de la position des acteurs de la transfusion sanguine qui considéraient le risque de transmission comme mineur de par la qualité de la production grâce au don éthique français face aux produits étrangers américains tenus comme responsables de la contamination au VIH. Le professeur Jean-Pierre Soulier, directeur du CNTS, dans une lettre ouverte de février 1983 publiée dans la revue de l'Association française des hémophile exposait que « les hémophiles français feraient peut-être bien de tempérer quelque peu leur enthousiasme pour ces produits d'importation provenant de plasmas issus de mercenaires exposant plus que d'autres aux transmissions d'agents viraux »[5],[7],[29],[9].
- La situation de monopole offerte a contribué, par l'absence d'une concurrence et d'une responsabilisation des acteurs comme dans les pays anglo saxons, à éviter la remise en question des pratiques et a conduit à une cristallisation intellectuelle rendant toute remise en cause critique d'un modèle établi difficile. En effet, le monopole sous couvert « du non profit », en tenant à l'écart les pratiques industrielles privées, et par sa protection supposée qu'il a offerte, a privé paradoxalement le système de la transfusion sanguine française, des pratiques très protectrices de la santé des patients des firmes privées qui se révélèrent particulièrement efficaces. En effet, ces dernière craignaient de perdre des parts marché en cas de produits non conformes et plus spécifiquement, engageaient leur responsabilité juridique en cas de procès. C'est le cas des sociétés américaines (Travenol-Hyland), allemandes (Behring) ou autrichiennes (Immuno). C'est ainsi que l'alerte est donnée en janvier 1985 par les professeurs Jacques Leibovitch et François Pinon montrant que cinq donneurs sur 1 000 présentant des anticorps contre le virus du sida, le système transfusionnel n'en a pas déduit logiquement que tous les pools risquaient d'être contaminés[7].
- La politique de l'autosuffisance : érigée en principe directif majeur du système de la transfusion sanguine française et en passe d'être atteint en 1985, elle a conduit, couplée à l'absence de mesures préventives appliquées dès le départ, à amplifier le drame. Elle nécessitait en effet la collecte d'un volume important de sang par les CTS, dont notamment dans les prisons qui représentaient 40 % des volumes collectés, afin de pouvoir alimenter en plasma les centres de fractionnement.
- Le mode de fabrication des concentrés par la méthode du poolage qui consistait au mélange dans les cuves de milliers de lots de donneurs non sélectionnés entrainant de facto la contamination de tous les lots, a amplifié la contamination. C'est ce que déduit alors l'équipe du CNTS en mai 1985 sur sa propre production[7],[9].
- Une absence de transmission de l'information entre les différents acteurs (malades, responsables administratifs, politiques, personnel hospitalier et médical) qui conservèrent dans leurs domaines respectifs leurs résultats et analyses sans les partager avec leurs homologues empêchant d'obtenir une vision claire de la situation face à l'infection du VIH et ses caractéristiques et à établir rapidement une réponse unitaire[2]. L'information essentielle est restée l'apanage de la haute administration et des responsables scientifiques mais ne fut pas diffusée auprès des donneurs et malades[5].
- Une lenteur institutionnelle de la diffusion de l'information y compris au sein du monde médical et lorsqu'elle celle-ci est transmise, de manière non biaisée ou déformée notamment entre les médecins et les administrations de tutelle, puis au sein des administrations elles-mêmes, entre les conseillers et les responsables politiques décisionnaires. Ainsi, 5 mois furent nécessaires pour que la contamination des lots du CNTS, définitivement acquise à la connaissance des médecins responsables en janvier 1985, soit connue par le cabinet du Ministère de la Santé en mai 1985[2].
- L'absence de lien fort entre la recherche universitaire et le système de la transfusion sanguine française amenant ses acteurs à ignorer les avertissements de l'Institut Pasteur. Il est également nécessaire de souligner l'absence d'enseignement de la transfusion sanguine dans le tronc commun des spécificités au sein du système médical français, cette dernière restant un cursus spécifique à l'écart des autres filières[5],[7].
- Une dépendance vis-à-vis des informations scientifiques relayées par les responsables médicaux, eux-mêmes juges et parties notamment du CNTS, et l'absence de circuits d'information indépendants.
- Une dissimulation, manipulation de l'information et diffusion de fausses informations, y compris scientifiques, de la part des responsables médicaux et essentiellement du CNTS chargé de la production et de l’importation des produits sanguins par la prise en compte des perspectives économiques contre celles des considérations de protection sanitaire de la population. Ce fut le cas notamment sur l'absence supposée de produits chauffés en France réclamés par plusieurs CTS au niveau régional durant l'année 1984 et surtout 1985, auquel le CNTS opposait systématiquement l'absence pour des raisons supposées d'innocuité, qui aurait pu être palliée temporairement par une commande de produits étrangers proposés par les firmes américaines notamment[2],[5].
- Des acteurs à la fois juges et parties : la structure du CNTS était à la fois fabricant et évaluateur des productions étrangères. Ainsi Jean-Pierre Allain, responsable technique chargé de la qualité des produits du CNTS, fut chargé en parallèle en 1983 d'une étude sur l'innocuité des produits sanguins chauffés proposés par les firmes étrangères, créant de fait une situation de conflit d'intérêts. De même, Michel Garretta était chargé d'informer l'autorité de tutelle du CNTS, la Direction Générale de la Santé, sans existence d'un contre pouvoir adéquat[2],[7].
- Une dilution des responsabilités dans le mille-feuille administratif très fragmenté et sans contrôle efficace exercé de la part des autorités de tutelle. En effet, le CNTS était sous la tutelle de 3 ministères distincts : celui de la Santé, des Finances et de l'Intérieur, ne permettant plus de connaitre les responsabilités des différents intervenants et contribuant à une prise de décisions autonomes de la part des acteurs scientifiques sans contrôle de la part des autorités de tutelle. Ces dernières furent écartées sans manifestation de leur part le 8 octobre 1986, privant le CNTS, conseiller technique du ministère de la Santé fonctionnant désormais de manière autonome, de toute autorité de contrôle et de tutelle[2],[7],[53].
- L'absence d'une autorité de tutelle forte et unique disposant de relais d'information nécessaires et pouvant employer les moyens requis pour diffuser, voire si nécessaire, imposer et contrôler auprès des différents acteurs du secteur de la transfusion sanguine les mesures préventives et coercitives adéquates à appliquer. L'organisation et l'évaluation sont en réalité réalisées par les acteurs du système, à savoir les médecins qui acceptèrent alors mal l'irruption de l'administration dans leur conduite professionnelle. De même, l'Ordre des médecins sans autorité directe également sur le monde de la transfusion sanguine n'a pas été en mesure de jouer un rôle préventif[5],[3],[9].

### Sur le plan de la politique d'approvisionnement de la France en produits chauffés
L'enquête a mis en lumière les éléments suivants :
- Le CNTS avait l'exclusivité de l'approvisionnement en produits sanguins étrangers et celle de leur diffusion sur l'ensemble du territoire national. Le CNTS s'est refusé à importer ces produits (en particulier des États-Unis) à partir de 1983, pour pallier temporairement ses insuffisance de production et d'alimentation du marché national et ce, malgré les appels incessants des centres régionaux du sang pour des produits chauffés afin de protéger leurs patients, essentiellement pour quatre raisons :
- Pour des raisons éthiques : le sang utilisé par les laboratoires américains pouvant provenir de pays pauvres, dans lesquels le don de sang est une source de revenus, alors que la doctrine française est le bénévolat[2]. Cette caractéristique a conduit à l'instauration d'une vision déformée et illusoire de la réalité basée sur le postulat erroné que le bénévolat revendiqué par le système de la Transfusion Sanguine Française garantit la pureté du sang délivré, malgré notamment le fait que 40% des dons de sang étaient pratiqués en prison avec le risque induit de contamination lié à l'importance de la toxicomanie dans le milieu carcéral français. Pour la majorité des acteurs de la transfusion sanguine de l'époque et plus spécifiquement les CTS, les infections éventuelles provenaient des produits sanguins issus du système rémunéré de collecte des firmes étrangères[5],[7].
- Pour des raisons de qualité : le sur-chauffage aurait provoqué une dénaturation du facteur VIII et donc une diminution d'activité du produit, et le risque d'apparition d'anticorps anti-facteur VIII (anticoagulant circulant) chez le receveur. Cependant, les autorités sanitaires allemandes et américaines qui les avaient autorisés depuis plusieurs années, et notamment la Food and Drug Administration, avait démontré l'innocuité de ces produits, ce qui fut confirmé par le professeur Luc Montagnier[2]
- Pour des raisons stratégiques et de politique d'auto suffisance : l'importation des produits chauffés étrangers, disponible à partir de mars 1983, remettait en cause le monopole du Centre national de la transfusion sanguine sur le marché français des produits sanguins. Le CNTS devait maintenir l'auto suffisance du marché national d'après les directives ministérielles, et maintenir l'approvisionnement d'après ses dirigeants et ce, malgré son incapacité à la production de produits chauffés et face à la concurrence des produits sanguins des firmes étrangères et notamment américaines perçues comme voulant dominer le marché national. Il a été cependant prouvé que les centres étaient excédentaires pour le marché national et en mesure de répondre aux besoins[3].
- Pour des raisons de retard technologique : en 1983, le CNTS ne maîtrisait pas la technique de production des produits chauffés. Et, en 1984, l'unité de production du CNTS, opérationnelle n'était pas prévue dès le départ pour éliminer le virus du VIH, et ce malgré les informations diffusées par les firmes étrangères qui avaient averti du risque sanitaire dès 1983[2].
- Pour des raisons de conflit d'intérêts : les firmes étrangères comme Alpha, Armour, Kabi, Behring, Immuno, Ortho, Cutter ou Travenol-hyland ont proposé à plusieurs reprises de fournir au CNTS, à la seule condition que ce dernier approvisionna la matière première (le sang), les produits chauffés nécessaires aux besoins du marché français. Or, ces propositions rentraient en conflit avec le transfert de technologie contracté et l'accord négocié entre le CNTS et la firme autrichienne Immuno. Le CNTS a également refusé de s'approvisionner auprès du CTS de Lille, un des seuls centres qui maitrisait la technologie à l'époque[2].
- Pour des raisons financières : l'importation de produits étrangers chauffés produits par les firmes étrangères allemandes et américaines (Behring, Travenol, Alpha, Armour, Cutter et Kabi) représentait une fuite de devises[2]. De même, le coût de la mise en place des tests de dépistage était évalué entre 200 et 400 millions de francs en 1985. Enfin, le déficit financier chronique des Centres de Transfusion Sanguine a également contribué à la distribution de produits non chauffés jusqu'au 1er octobre 1985[5].

### Sur les plans sociétal et culturel
- L'existence d'un État dans l'État sur le plan médical fonctionnant en autarcie sans intervention extérieure et peu habitué à rendre des comptes et où, régnait un féodalisme éclaté au sein d'une myriade de centres sans réelle démocratie et laissé en dehors de la modernisation des CHU (Centres Hospitaliers Universitaires) de 1968 initiée par Michel Debré en vertu de la loi de 1952 qui la retranche de la médecine hospitalière dans son organisation professionnelle comme dans son idéologie[3],[7],[2].
- Le poids du mandarinat et la rigidité du modèle établi : malgré les appels incessants des médecins des CTS pour des produits chauffés au nom du principe de précaution leur fut opposé le savoir des autorités de tutelles du CNTS chargé des décisions, et conseiller des autorités politiques[2]. De même, les chercheurs tel le professeur Luc Montagnier lors de la recherche face au virus du VIH n'ont pas été considérés et n'ont pas bénéficié de l'appui des pouvoirs publics dont la politique était dictée par la position du CNTS, occasionnant la perte d'une année dans la mise au point d'un test de dépistage[5].
- L'incapacité en France, en comparaison à des pays comme la Suède et le Royaume-Uni qui l'ont appliqué immédiatement, d'intégrer par les responsables politiques et scientifiques décideurs la notion de risque et des principes de précaution et de prévention en découlant. Face à la diffusion des recommandations du Conseil de l'Europe du 23 juin 1983, il apparait également en France une lutte sourde opposant d'un coté la majorité du monde médical très réticente à faire évoluer les pratiques d'un modèle face à un virus inconnu et de l'autre, une infime minorité qui estimait nécessaire d'agir contre cette menace par la mise en place des questionnaires pour les donneurs[5],[15],[54],[55].
- Le poids du secret médical : revendiqué par les médecins dans la gestion de la crise du Sida et afin d'éviter une panique généralisée, il a été un frein pour avertir les malades de l'existence de la pathologie et adapter leurs réactions de manière adéquate[2].
- L'absence d'associations de défense des hémophiles capables de tenir tête aux autorités médicales et politiques afin de pouvoir obtenir des produits et des mesures sanitaires renforcées. Les Associations des Hémophiles, extrêmement dépendantes des CTS (la Fédération Française des Hémophiles avait par exemple son siège social au sein du CNTS), sont prises dans une position intenable partagée entre défense des médecins soigneurs d'un coté et défense des patients hémophiles, ont adopté un profil bas et une stratégie d'apaisement jusqu'en 1990[5],[2].
- La manipulation de l'information au sein même de la sphère médicale et auprès des organes de presse notamment sur l'information de l'insuffisance supposée de produits chauffés disponibles[2],[5]
- L'absence de contre pouvoir bénéficiant d'informations séparées et indépendantes de la part d'instances scientifiques autres que celle du CNTS[7].
- Le conflit d'intérets ou la juxtaposition de plusieurs responsabilités sur un seul et même groupe de personnes restreint portant sur des domaines incompatibles entre eux comme la fabrication, l'évaluation, la commercialisation et la vente de produits médicaux[2],[3],[7].
- L'incompatibilité idéologique entre les domaines revendiqués du bénévolat et de celle pourtant bien réelle du bénéfice sur le marché des biotechnologies et des produits sanguins. En 1977, une thèse de Mme Nicole Bastin avait pointé l'incompatibilité pour les CTS entre vision innocente et utopique du bénévolat ou règne la vision quasi sacrée du don du sang désintéressé et celle de industrialisation croissante des produits sanguins, les centres étant écartelés entre le bénévolat et la concurrence croissante dans le domaine des produits sanguins ou règne la loi du marché[3],[5],[7].

## Conséquences

### Médicales: fractures à tous les niveaux?
Le scandale jette une ombre intégrale et durable sur le système de transfusion sanguine français dans son ensemble et traduit la faillite de ses principes érigés en dogme, de sa structure hiérarchique fonctionnant en vas clos sans remise en cause et de ses modes de production et d'organisation qui se révèle être, finalement, deux fois plus cher que les modèles des firmes étrangères malgré le système du bénévolat,.
Au sein même du domaine de la transfusion sanguine, une fracture s'est produite : les médecins se rendant compte que leurs responsables et homologues au sein du CNTS avaient menti et camouflé des informations essentielles sur la réalité de la contamination les faisant évoluer au sein d'un environnement décisionnel altéré. Au lieu du dévouement et de la reconnaissance s'instaure durablement entre le patient et le thérapeute, la méfiance. Les médecins doivent également faire face à l'isolement au sein même de leur profession pour accompagner leurs patients contaminés par leurs propres prescriptions. Cela entraîne une rupture durable de la relation de confiance entre patient et thérapeute très présente avant la contamination dans le monde de la transfusion sanguine.
De même des questions éthiques sont alors posées avec la diffusion de produits contaminés et la prise de conscience longtemps occultée de la notion de risque véhiculé par le produit sanguin sur des agents infectieux (comme la syphilis ou l'hépatite). La transfusion française, pourtant construite contre le modèle commercial des États-Unis, se révèle en n'ayant pas su ou pu résister à la notion de profit commercial.
De même, l'affaire du sang contaminé a mis en lumière la réticence marquée des spécialistes médicaux du CNTS et de la Haute Administration à l'irruption du politique et également de l'autorité judiciaire dans un domaine qui leur était dévolu depuis la loi de 1952 remettant en cause leur zone d'exercice de plein droit. L'affaire du sang contaminé a eu pour effet de poser aux médecins des questions essentielles relatives aux rapports entre la médecine, la science, l'industrie pharmaceutique et l'État.
Pour les responsables du monde médical, cette affaire a eu globalement pour effet majeur d'annuler totalement le monopole sur la gestion des infections avec l'intrusion désormais permanente des décideurs politiques, de la justice et également de la société civile dans la sphère médicale et d'installer dans la société civile française une relation de défiance entre patient et thérapeute dont l'intégrité au service du bien commun, n'est plus perçue, dès lors, pour le grand public comme une vertu cardinale majeure et intangible,.
Didier Lanson, membre du conseil d'administration et secrétaire général du CNTS en poste au cours des années 1980, a indiqué : « un praticien peut être jugé responsable si un patient, contaminé par une transfusion sanguine, n'a pas été informé du risque encouru. Sil est admis qu'un médecin ne peut être accusé de négligence parce qu'il a fait une transfusion, le danger juridique est énorme en faisant cette transfusion sans prévenir le patient des conséquences possibles (…). Une difficulté ne suffit pas à excuser une omission (…) Certaines précautions sont si impératives que leur négligence, communément acceptée, n'est pas une excuse pour leur oubli ».
L'affaire du sang contaminé a mis aussi en relief l’absence au sein du corps médical d'une réflexion professionnelle collective et approfondie sur la contamination, les praticiens estimant que l'action et le travail de la justice étaient inappropriés aux pratiques médicales. En outre, un profond phénomène de déni a été analysé pour les médecins, ces derniers considérant comme inutile de se justifier à l’égard des instances juridiques auxquelles ils n'attribuent pas la légitimité nécessaire dans leur domaine professionnel trahissant également une méconnaissance profonde des principes fondamentaux structurant le droit. La pétition de 1994 de la part de médecins demandant la grâce des condamnés du premier procès en 1992 est révélatrice de ces résistances culturelles et sociologiques au sein d'une partie du corps médical,.

### Politiques: faillite de l'État protecteur et la mise en cause durables des politiques?
Il apparaît au vu de la prise des décisions et de leur lenteur d'application, que la sous estimation du risque a été un principe de gouvernement et de fonctionnement de la Haute Administration.
L'affaire du sang contaminé a mis en lumière le manque de stratégie à long terme des décideurs politiques dans le domaine de la santé publique. Elle a également contribué à mettre en lumière pour l'opinion publique, le rapport systématiquement appliqué entre profit et santé pris au niveau des décideurs, les magistrats de la commission d’instruction de la Cour de Justice de la République soulignant, notamment sur le sujet de la mise en place des tests de dépistages en 1985, « des retards fautifs, découlant du primat de l’économique sur le sanitaire ».
Cette crise a aussi marqué l'échec de la structure hiérarchique de l'État, de son organisation interne, autour de personnes références et de son action dans le domaine de la santé. Elle met également en lumière le partage de la responsabilité entre le scientifique et le responsable politique. Enfin, elle met en question la responsabilité des décideurs dans leur prise de décision et leur devoir de rendre des comptes selon des modalités nécessaires à définir.
Enfin, elle a fait s'écrouler le principe d'un Etat garant du bien être public aux yeux de l'opinion publique.

#### Évolution de la constitution: la Cour de Justice de la République
C'est également, la première fois dans l'histoire de la Cinquième République, que des responsables politiques sont jugés sur l'action d'associations de victimes ouvrant la voie inédite de la pénalisation de la vie politique en général, Malgré les résistances du monde politique, toutes tendances confondues qui remirent en cause la légitimité même de l'action juridique par crainte d'une responsabilisation à outrance des décideurs, Jacques Toubon, alors membre du Rassemblement pour la République (RPR) indiqua : « Il faut que les hommes politiques acceptent d’être jugés ».
Ce scandale débouche sur une crise constitutionnelle avec pour conséquence la création de la Cour de Justice de la République. Créée par la loi constitutionnelle du 27 juillet 1993 (articles 68-1 et 68-2 de la Constitution), elle dispose que « les membres du gouvernement sont pénalement responsables des actes accomplis dans l’exercice de leurs fonctions et qualifiés de crimes ou délits au moment où ils ont été commis ». Sa création a pour objectif finalisé d'éteindre définitivement la polémique, née du blocage de mettre en accusation par le parlement des responsables politiques devant la Haute Cour.
L'intervention de la Cour de justice de la République dans l'affaire du sang contaminé, bien que critiquée, a pour effet majeur et durable d'entraîner une véritable prise de conscience de la part des pouvoirs publics et politiques en matière de sécurité sanitaire.

### Financières: coût de l'indemnisation
Le coût de destruction des stocks contaminés a été évalué à 100 millions de francs.
Le coût de prise en charge des Tests ELISA, mesure préventive, par la Sécurité Sociale était de 200 millions de francs en 1985.
Le coût d'indemnisation des familles et des victimes par l'État s'est élevé à la date de 1996 à 17 milliards de francs. Le fonds a été alimenté d'une part par les assureurs à hauteur de 1,2 milliard de francs et par l'Etat.
En février 1991, 1 037 séropositifs et malades, 66 veuves et 77 orphelins avaient reçu 117,9 millions de francs d'allocations.
Par la suite, 4 000 personnes ont été indemnisées en vertu de la loi du 31 décembre 1991,.

### Juridiques: action limitée mais déterminante de la justice?

#### Évolution de la jurisprudence de la justice administrative et du Conseil d'État
L'affaire du sang contaminé a entraîné une évolution de la jurisprudence administrative en consacrant dans ce domaine le principe de la responsabilité sans faute et substituant l'obligation de résultat à la traditionnelle obligation de moyens retenue en matière médicale. Le Conseil d'Etat, la plus haute juridiction administrative, considère qu'il existe une présomption de faute lourde chaque fois qu'un traitement apporte un effet différent de celui attendu. La justice administrative renonce à définir de façon précise la faute à l'origine du dommage et à exiger en parallèle de la victime la preuve de cette faute, déterminant que « la présomption de faute peut jouer quelle que soit la date à laquelle la victime a été condamnée ».
Le Conseil d'État a dégagé deux nouvelles jurisprudences. D’une part, en retenant la responsabilité sans faute des centres publics de transfusion et d’autre part, en instituant la responsabilité de l'État pour toute faute produite dans ses activités de réglementation et de contrôle du service public de la transfusion sanguine.

#### Au civil et au pénal: justice à la croisée des chemins
Les peines encourues au civil et au pénal obtenues par les victimes et associations des hémophiles ont révélé l’inadaptation du système judiciaire français à ce niveau. Les associations des victimes au cours des différents procès manifestèrent, dénonçant à leurs yeux une « justice contaminée », un « droit de tuer en toute impunité » et les « victimes bafouées ». L'affaire du sang contaminé apparaît pour nombre d'entre elles et globalement comme une faillite du système judiciaire français,.
Il apparait au cours des différentes instructions l'absence d'une jurisprudence adéquate, le manque de moyens et l'absence d'une justice strictement indépendante du pouvoir politique, à l'exemple du procès de l'amiante en Italie où les responsables furent condamnés. De même, l'affaire a mis en lumière une résistance culturelle à la mise en examen des personnalités issues du monde médical au sein même de l'institution judiciaire.
Enfin, la justice a été remise en cause pour la durée de ses procédures. En février 1991, la Commission européenne des droits de l'homme du Conseil de l'Europe, saisie par l'avocat d'un hémophile ayant fait l'objet de procédures dilatoires du ministère chargé de la santé depuis décembre 1989, l'avait déclarée comme recevable et mettait en lumière de « sérieuses questions de fait et de droit concernant la durée de la procédure ».
En France, seul pays d'Europe où le scandale a débouché sur des procès suivis de condamnations de différents acteurs, d'un point de vue législatif, s'est posé la question de la définition de la responsabilité, qui a fait l'objet d'un conflit entre la justice et le monde médical.
Néanmoins, les différentes instructions pénales, dont la plus importante fut menée par la juge Marie-Odile Bertella-Geffroy, durant une durée de douze ans, ont permis de mettre en lumière un nombre important de pièces essentielles à la compréhension du dossier que les établissements de santé et l’administration refusaient de communiquer.
Cette crise a également posé la question cruciale de la place de la justice dans l’équilibre des pouvoirs au sein du système démocratique français et de la place de l'autorité judiciaire par rapport au pouvoir politique.

### Réglementaires: mue forcée de la Transfusion Sanguine avec l'intégration de la concurrence, mais dont l'avenir reste incertain
Parallèlement, alors que la transfusion sanguine était réglementée par loi de 1952, le dispositif de contrôle a été modifié par la loi no 93-5 du 4 janvier 1993 relative à la sécurité en matière de transfusion sanguine et de médicament, et le décret no 93-265 du 8 mars 1993, qui créait notamment l'Agence du médicament, plus tard remplacée par l'AFSSAPS. L'État va se muer après le scandale, en promoteur de dispositifs juridico-administratifs et scientifiques qui encadrant de plus en plus fortement la recherche, la pratique clinique et le marché thérapeutique, établissant des relations complexes relevant désormais à la fois de régulation et de soutien.
En 1998 enfin, la responsabilité de la sécurité sanitaire des produits issus du sang a été confiée à une agence, devenue en 2012 l’Agence nationale de sécurité du médicament et des produits de santé (ANSM). Elle a pour objectif de pallier les déficiences structurelles profondes de la transfusion sanguine française qui a montré ses contradictions idéologiques et ses limites de fonctionnement. Elle instaure le principe d'une médecine des preuves avec un encadrement clinique, des procédures standardisées à la fois scientifique et administrative ainsi qu'une nouvelle composante : le concept d'hémovigilance.
La pharmacovigilance qui était auparavant du ressort du ministère de la Santé, qui a été intégralement déficient, est transféré à l’Agence du médicament. La loi de 1993, impose l'éclatement des missions antérieurement réunies au sein du CNTS, entre trois opérateurs différents : l’Agence française du sang (AFS) qui deviendra l'Établissement français du sang (EFS), le Laboratoire français du fractionnement et des biotechnologies (LFB) et l’Institut national de la transfusion sanguine (INTS),.
Le laboratoire français du fractionnement et des biotechnologies (LFB) a pour mission la fabrication de médicaments obtenus par fractionnement du plasma humain.
L’INTS prend en charge les missions de recherche au sein d’unités mixtes associant l’INSERM et les universités. Elle assure la formation continue des professionnels de santé dans la transfusion sanguine et tant que prestataire de services des formations en milieu universitaire. Créée pour une durée de 15 ans initiaux, elle a vu son existence prolongée jusqu'en juin 2019.mise à jour?
Le comité de sécurité transfusionnelle et d'hémovigilance (CSTH) est chargé de l'évaluation des conditions dans lesquelles est assurée la sécurité transfusionnelle. Il prend également le rôle d'un organisme d'alerte pour toute question médicale ou scientifique ayant une incidence sur l'activité transfusionnelle.
L'Agence française du sang (future EFS) est instituée par l'article L. 667-5 du code de la santé publique. C'est un établissement de statut public se voyant confier plusieurs missions qui participent à la sécurité sanitaire des produits sanguins et de la transfusion. Elle se substitue aux 164 établissements de transfusion sanguine précédents. Elle est chargée de définir et de soumettre pour homologation du ministre chargé de la santé les bonnes pratiques que doivent respecter les établissements de transfusion sanguine qui sont publiées au Journal Officiel, les bonnes pratiques de prélèvement (J.O. du 8 octobre 1993), de préparation (J.O. du 7 février 1994), de distribution (J.O. du 26 août 1994) et de qualification biologique (J.O. du 31 janvier 1995).
Elle est également chargée de recueillir toute donnée sur l'activité de transfusion sanguine, notamment en vue des actions d'hémovigilance et de prendre les décisions d'autorisation, de retrait ou de suspension concernant les établissements de transfusion sanguine (agrément des établissements, autorisations particulières pour certaines activités spécifiques, utilisation de sang collecté à l'étranger). À cette fin, elle bénéficie d'une compétence générale pour faire respecter les dispositions législatives et réglementaires applicables aux établissements de transfusion sanguine au moyen d'inspecteurs qui peuvent rechercher et constater par procès-verbal les infractions à ces dispositions. Des sanctions administratives pour toute violation par un établissement de transfusion sanguine des dispositions législatives et réglementaires qui lui sont applicables sont prévues. Enfin, son président a seul le pouvoir d'importation et d'exportation des produits sanguins (Article L. 667-7 du code de la santé publique).
L'AFS est remplacée par l'Établissement français du sang, créé le 1er janvier 2000, basé à Saint-Denis, et placé sous la tutelle directe du ministère de la Santé. Il comprend 17 établissements régionaux, dont 14 en métropole et 3 dans les départements d'Outre-Mer.
En 1998, les analyses nécessaires au contrôle qualitatif des produits sanguins sont dès lors du domaine de l'Agence du médicament. Elle devient en 2012 l’Agence nationale de sécurité du médicament et des produits de santé (ANSM), et le comité de sécurité transfusionnelle,.
Les fractions coagulantes sont soumises à l’autorisation de mise sur le marché (ou AMM), le produit sanguin et ses dérivés étant désormais considérés comme des médicaments, donc avec un statut industriel et commercialisable. La loi de 1993 et ses compléments marque l'instauration de méthodologies médicales et scientifiques complétées de dispositifs juridico-administratifs permettant à la transfusion sanguine d'intégrer la notion de profit en s'inscrivant durablement dans le cadre d’une concurrence de marché encadrée des évaluations scientifiques des produits,.
Dans son ensemble et pour tous les acteurs de la filière, la loi de 1993 a marqué le passage du bricolage artisanal à l’industrie et au professionnalisme avec l'introduction de la notion de produits sécurisés permettant également de rompre l’isolement et le confinement qui prévalait dans la transfusion avec l'instauration d'un encadrement d'une pratique médicale respectant les normes scientifiques.

#### Avenir incertain?
En 2019, dans son rapport annuel, la Cour des comptes notait, que bien que faisant face à des difficultés stratégiques à nouveau croissantes et bien qu'ayant assuré l'auto-suffisance des besoins en France, cette filière vitale pour la sécurité d’approvisionnement des établissements de santé devait être préservée. Elle recommandait la concentration de l'EFS sur les missions de collecte du sang et se dégager des missions déficitaires, ainsi qu'une modernisation accrue des techniques de gestion de collecte mettant en avant l'exemple de l'Angleterre ou 83 % des dons sont effectués à partir de rendez-vous pris en ligne par les donneurs.
Elle a également recommandé la dissolution de l'INTS, dont le fonctionnement financier a été analysé et remis en cause à la suite de l'absence d'une gestion contrôlée de la part des autorités de tutelle.
Elle a également souligné que le Laboratoire français du fractionnement et des biotechnologies devait se concentrer sur les médicaments issus des plasmas sanguins, à la suite d'investissements dans les biotechnologies non pérennes.
La Cour note qu'en vertu de la directive européenne Sang de 2002, et en comparant le modèle français à ses homologues européens, la question de la création d'une indemnisation et/ou d'une compensation systématiques se pose. Celle-ci aurait pour avantage de motiver davantage les donneurs. En France, le donneur peut demander à être indemnisé pour ses frais de transport à hauteur de 7 euros maximum s'il en fait la demande.

### Sociétales: une rupture toujours présente de nos jours?
Plus globalement, la crise du sang contaminé a durablement ébranlé la société française, prouvant que la contamination avait été un choix conscient caractérisé par la recherche du profit de la part d'instances officielles qui devaient protéger la vie humaine. Elle a affaibli durablement la confiance placée par la société dans des groupes institutionnels auparavant célébrés et respectés comme celui des médecins et celui sacralisé jusqu'alors de la transfusion sanguine.
Elle a contribué à l'irruption dans la sphère médicale à la fois du politique mais également des associations de patients dans la prise de décision.
Enfin, au sein de la société, la crise, et ce, malgré les transformations induites par la loi du 4 janvier 1993, l'absence de reconnaissance d'une faute sanctionnée par la justice, d'une remise en cause des acteurs et décideurs de l'époque et enfin, de l'obtention d'une réparation, extrêmement violente, a néanmoins entraîné une rupture durable entre tous les intervenants de la sphère sociale française et toujours perceptible de nos jours. Les patients, mal accompagnés, ont dénoncé l'indemnisation, mise en place en 1989 et surnommée les « 100 000 francs de la honte » et vu comme un moyen d'éviter les enquêtes qui n'aboutiraient qu'à des inculpations de l'ordre du pénal.
Maitre Honnorat, avocat de victime, a souligné en 2002 les risques de non lieu général : « les conséquences sont terribles puisque cela revient à supprimer l'homicide involontaire quand il n'y a pas de lien direct entre la faute commise par le prévenu et la mort. C'est donc, et nous savons que cela part d'une volonté politique, la fin de tous les dossiers de santé publique. On peut mettre les enquêtes sur la vache folle, Tchernobyl, l'amiante et l'hormone de croissance à la poubelle ! ».
Afin d'intégrer sa globalité, il est nécessaire de prendre en compte les différentes sphère s'interconnectant entre elles. En effet, multi-factorielle, l'affaire du sang contaminé, le maintien de produits sanguins contaminés lié à une défense de la transfusion sanguine et de l’industrie nationale dans un contexte concurrentiel international lié également à la priorité du court terme avant l'exigence sanitaire chez les responsables médicaux, administratifs et politiques, illustre l'interconnexion profonde des motifs économiques, sociaux, scientifiques, techniques et politiques dans la gestion du risque industriel déjà présents au cours du XIXe siècle et tout au long du XXe siècle.
À l'exemple du scandale de la toxicité de la céruse, la crise du sang contaminé a posé à nouveau la question des tensions entre l’innovation technique, les règles du marché soumis à la concurrence, ainsi que la question de la sensibilité au risque sanitaire, en mettant en lumière, les mécanismes à l’œuvre se mélangeaient savoirs scientifiques et considérations économiques et politiques au sein de la société française dans son ensemble.
Cet état de fait persiste toujours de nos jours et est rallumé au gré des différents scandales sanitaires comme le scandale de l'hormone de croissance, de l'amiante, de la vache folle, du chlordecone , du Mediator, de la dépakine, celui des prothèses PIP, dans les décennies suivantes.
En mars 2005, sur les 1 350 hémophiles infectés, 600 étaient morts.
En 2018, mille étaient morts,.

## Aspects de communication dans l'affaire du sang contaminé

### Couverture médiatique
De prime abord, l’affaire ne suscite pas l’intérêt des chercheurs. Aussi Anne-Marie Casteret fut-elle longtemps la seule à dénoncer ce scandale. Le 4 décembre 1987, elle publie un article dans lequel elle dévoile les rouages de l’industrie des transfusions sanguines en expliquant, preuves à l’appui, que le CNTS (Centre National des Transfusions Sanguines) a conservé sur le marché des poches de sang non chauffées en sachant pertinemment le risque de contamination qui en résultait. En outre, en 1984, un hémophile sur deux sera contaminé car il y a 100 % de chances qu’un sang contaminé soit contaminant. Ainsi, comme les poches sont faites avec différents sangs, si un seul donneur est contaminé, plus de 1 000 personnes peuvent être touchées.
Cependant Mme Casteret fait face à une communauté scientifique perplexe, qui ne semble pas prendre en considération ses accusations.
En 1991, elle essaie à nouveau d’informer le grand public en publiant dans L'Événement du jeudi, une série d’articles mais aucun ne fera la couverture de celui-ci. Ce n’est que progressivement que d’autres journaux reprennent ses dires : la couverture médiatique de cette affaire est donc fragmentée. En outre, « le discours de l’information hésite et se reprend à de multiples reprises : le traitement de l'événement s'étale sur plusieurs années ». Par la suite, l’affaire deviendra très médiatisée et reste encore vingt ans après un sujet fort de l’actualité, notamment par le biais des procès des dirigeants. Cependant, il est important de préciser que les informations diffusées ne sont pas si nombreuses : elles sont seulement ré interprétées selon de nouvelles perspectives. Ainsi, chaque acteur essaie à sa manière d’influencer l’opinion publique en insistant sur certains aspects du scandale.
L’affaire du sang contaminé fait partie des nombreux scandales qui perdurent même trente ans après. En effet, ce drame fait toujours l’objet de plusieurs procès, durant lesquels les familles des victimes tentent d’obtenir justice, « d'obtenir un dialogue de vérité, d'égal à égal ». Il est tout à fait possible que, même trente ans après, la douleur et la colère des familles ne soient pas cicatrisées. Enfin, il est important de préciser que « l'affaire du sang marque un point de rupture dans le traitement médiatique de la médecine ».
C’est la raison pour laquelle nous allons aborder maintenant les stratégies de communication des principaux protagonistes.

### Stratégies de communication des acteurs impliqués
Dans cette affaire, une multitude d’acteurs sont impliqués et tous tentent de convaincre l’opinion publique de la légitimité de leurs actions.
En effet, les principaux acteurs sont les victimes de cette affaire, mais également certaines personnalités politiques, le corps médical et des hommes d’affaires responsables de cette contamination. Ces individus ont durant de nombreuses années tenté d'étouffer la vérité. L’affaire fut facilement écrasée par les corps médicaux, qui, pour la majeure partie, ont payé les donneurs de sang pour les « attirer et par la suite revendre à prix d’or le sang qu’on leur soutire », d’où le fait que les organisations de collecte de sang étaient appelées des « banques de sang ». Les noms de deux docteurs apparaissent très rapidement. Le Docteur Soulier, ancien président du Centre National de Transfusion Sanguine de Paris (CNTS), fut au centre des arrangements commerciaux passés avec d’autres pays. Le docteur Garretta, ancien directeur du CNTS, est le principal condamné de cette affaire. Effectivement, ce dernier ne s’est pas hâté de chauffer les produits sanguins qui étaient destinés à soulager les hémophiles, favorisant le risque d'infection des patients par le virus du Sida. Ces personnalités ont toutes nié être responsables de cette contamination et ont de plus tenté d’acheter les juges pour étouffer l’affaire.
Les victimes, quant à elles, et surtout leurs familles, vont choisir de diffuser l’information afin d’avertir le grand public de la situation. Leur version de l’histoire semble incriminer directement le CNTS ainsi que les hautes sphères politiques telles que Laurent Fabius (le premier ministre de l’époque) mais aussi Georgina Dufoix (ministre des affaires sociales) et enfin Edmond Hervé (ancien secrétaire d’État à la Santé). Les hémophiles sont révoltés et parlent de « crime contre l’humanité » : la logique financière prime sur la santé des citoyens français. Ainsi ils font désormais la une des journaux et cherchent à obtenir réparation auprès de la justice avec l’emprisonnement des personnes impliquées et coupables. Dès lors, de nombreux procès sont lancés (voir la section procès) mais aucun n’aboutit réellement : on parle de « responsables mais pas coupables ». La fin du dernier procès de 2003 se solde par des larmes de la part des familles qui pendant vingt ans se sont battus sans relâche pour mettre les dirigeants face à leurs erreurs.
Le gouvernement, lui, semble résolu à taire les faits en proposant dès 1988 un service d'indemnisations pour les victimes. À cette époque les hémophiles ne paraissent pas enclins à partager leur histoire et à se lancer dans des procès interminables. En 1991, à la suite du rapport Lucas « L’association française des hémophiles monte au créneau et incite les victimes de la transfusion à déposer contre l’État ». Or, le gouvernement met en exergue l’aspect des communications entretenu avec les chercheurs qui lui ont assuré que les produits chauffés n’étaient peut-être pas la solution véritable. La faute est donc rejetée de part et d’autre et aucun protagoniste ne veut endosser la responsabilité. Les politiques accusés se livrent un à un à des entrevues télévisées pour convaincre l’auditoire de leur innocence, c’est d’ailleurs dans l’une d’entre elles que Georgina Dufoix déclare « Je me sens responsable mais pas coupable ».
Néanmoins, l’opinion publique prend parti pour les victimes car les motifs financiers paraissent être de bonnes accusations.
En revanche, la justice montre que celles-ci ne sont pas valables et tous les membres sont alors relaxés. Ainsi, la communication de l’État n’est pas un véritable succès et ne tend pas vers un des principes fondamentaux de la démocratie : la transparence.
Plus globalement il apparaît, que le système français a globalement péché par l'absence de prise en compte et son incapacité à intégrer la notion de risque comme précisé par le sociologue Michel Sitbon.

### Procès
Le procès des ministres devant la Cour de justice de la République n'est pas le premier. En effet, le 23 octobre 1992 devant le tribunal correctionnel, puis en appel le 13 juillet 1993, quatre médecins, dont l'ancien directeur du CNTS, Michel Garretta, avaient été jugés pour tromperie et non-assistance à personne en danger. En première instance, Jean-Pierre Allain, responsable au CNTS du département recherche et développement jusqu'en 1986, avait été condamné à quatre ans de prison dont deux avec sursis, Jacques Roux, ancien directeur général de la santé à quatre ans de prison avec sursis, Michel Garretta à quatre ans de prison ferme et 500 000 francs d'amende, et Robert Netter, ex-directeur du laboratoire national de la santé, avait été relaxé. En appel, la peine de Jacques Roux est réduite à trois ans de prison avec sursis, les peines de Michel Garretta et Jean-Pierre Allain sont confirmées, Robert Netter est condamné à un an de prison avec sursis. La Cour de cassation avait confirmé l'arrêt de la cour d'appel le 22 juin 1994 et rejeté le pourvoi de Jean-Pierre Allain. Le CNTS n'était qu'un des sept centres de fractionnement et ne fournissait « que » 30 % du PPSB en France.
Ainsi, le 17 juillet 1998, la commission d'instruction de la Cour de justice de la République a renvoyé M. Fabius et Mme Dufoix pour la mort de trois personnes, et la contamination de deux autres. M. Hervé est poursuivi pour les mêmes faits et pour deux autres décès.
Plus précisément, Laurent Fabius, alors Premier ministre, avait appris le 29 avril 1985, par son conseiller industriel Jacques Biot, que « Diagnostics Pasteur » pouvait prendre une large fraction du marché national du test de dépistage du sida à condition que fût mise en place « une gestion astucieuse du calendrier ». En effet, le test français a pris du retard sur le test américain Abbott.
En ce qui concerne Georgina Dufoix, ancienne ministre des Affaires sociales, la commission d'instruction lui reprochait d'avoir freiné, pour des raisons financières, la mise en place du dépistage systématique. On lui reprochait aussi et surtout d'avoir différé au 1er octobre 1985 l'entrée en application d'un arrêté du 23 juillet qui mettait fin au remboursement des produits sanguins non chauffés, largement contaminés. Sa déclaration sur TF1, le 4 novembre 1991 : « Je me sens profondément responsable ; pour autant, je ne me sens pas coupable, parce que vraiment, à l’époque, on a pris des décisions dans un certain contexte, qui étaient pour nous des décisions qui nous paraissaient justes. » a été résumée par une formule devenue célèbre (« responsable mais pas coupable »).
Quant à Edmond Hervé, ancien secrétaire d'État à la Santé, il était le plus lourdement chargé par l'accusation. C'est le seul contre qui furent retenues les trois fautes qui constituent l'affaire du sang contaminé, à savoir : le retard dans la généralisation du dépistage, l'absence de sélection des donneurs de sang et l'interdiction tardive des produits sanguins non chauffés.
Les trois anciens ministres ont comparu en février et mars 1999 devant la Cour de justice de la République (CJR) pour homicides involontaires. Le 9 mars 1999, Laurent Fabius et Georgina Dufoix ont été relaxés par la Cour de Justice de la République, celle-ci soulignant que l'action de Laurent Fabius « a contribué à accélérer les processus décisionnels ». Par contre, Edmond Hervé a été condamné pour manquement à une obligation de sécurité ou de prudence, mais dispensé de peine, au motif qu'il avait été « soumis, avant jugement, à des appréciations souvent excessives ».
Les dernières procédures se sont terminées en 2003, le 18 juin avec un non-lieu général confirmé par la Cour de cassation pour les conseillers ministériels et médecins poursuivis depuis 1994, et le 6 novembre avec un dernier non-lieu de la commission d'instruction de la CJR en faveur de l'ancien ministre de la Santé, Claude Évin, mis en examen en mai 1999 pour « homicide involontaire ».

### Autres hypothèses
Depuis les années 1970, l'hypothèse que le plasma sec transfusé aux hémophiles transmet des hépatites B et C est encore fréquemment évoquée[réf. souhaitée].
L'Association française des hémophiles (AFH) a obtenu qu'un processus d'indemnisation soit mis en place par l'État.

## Dans les autres pays

### Allemagne
Les produits chauffés sont commercialisés parallèlement aux produits non chauffés de l'été 1983 à février 1985.
En janvier 1985, l'ensemble des firmes pharmaceutiques s'engagent à ne fournir que des produits chauffés, la République Fédérale d'Allemagne important des États-Unis alors les 75 % des produits hémophiliques nécessaires à la population allemande.
Le dépistage systématique des tests est mis en place en octobre 1985.
Une indemnisation fut mise en place dont le montant évolua entre 154 000 et 855 000 francs pour tout hémophile contaminé, en prenant en compte son état et sa situation de famille. L'indemnisation moyenne fut de 275 000 francs.

### Royaume-Uni
Comme la République Fédérale d'Allemagne, le Royaume-Uni est fortement dépendant des productions américaines. Cependant, à la différence du droit français dans lequel la protection des droits des consommateurs est inexistante, ce droit est culturellement ancré dans les mœurs britanniques.
En outre, à la différence de la France où les CTS sont des organismes privés et autonomes juridiquement et financièrement en concurrence les uns contre les autres, la circulation du sang relève d’une logique de service public, et les échanges entre établissements sont gratuits comme en Suède. L'application des questionnaires de santé afin d'écarter les populations à risque, les populations toxicomanes et homosexuelles dans un premier temps, si elle peut créer une baisse des dons, voit son coût économique supporté par l'ensemble de la collectivité.
Dès 1983, à la suite des recommandations du Conseil de l'Europe, et comme en Suède, l'Angleterre met en place les questionnaires pour les donneurs afin de filtrer et trier les personnes à risques. Cette mesure est la seule afin de limiter les risques de contamination par transfusion sanguine en l'absence de tests.
Enfin, l'Angleterre ne compte que quatorze centres de transfusion sanguine pour l'ensemble de son territoire ce qui permet une diffusion rapide des pratiques recommandées.
Dès fin 1984, l'association britannique des hémophiles demanda l'importation des produits exclusivement chauffés.
Le 22 décembre 1984, un article paru dans The Lancet exposait le problème concernant le VIH de la manière suivante : « Selon les dernières observations, les anticorps sécrétés par le sujet séropositif pour lutter contre le virus ne semblent pas jouer leur rôle protecteur ». Reprenant les recommandations de la Fédération internationale de l'hémophilie, l'article concluait qu'« il serait inadmissible de prescrire ou de laisser utiliser par des hémophiles des préparations à risques alors qu'apparemment il existe sur le marché des produits sûrs ».
Le gouvernement britannique en réponse à la demande de l'association des hémophiles indiqua que l'ensemble de la production serait chauffée à partir d'avril 1985.
Le dépistage systématique y est imposé en octobre 1985 comme en Suède.
En Angleterre, le nombre de personnes contaminées par une transfusion sanguine a été évalué entre 200 et 300 de 1981 à 1985 avec un taux de dons infectés de 1 pour 50 000.
En 1991, le nombre d'hémophiles contaminés était estimé à 600,. En 2017, le gouvernement britannique a mis en place une commission d'enquête sur le sang contaminé, qui a terminé ses travaux en 2023. Cette commission a évalué le nombre d'hémophiles contaminés à 1250, dont au moins la moitié sont décédés des suites de leur contamination.
Un fonds spécial, le fonds Macfarlane est créé pour indemniser les victimes. Il octroie 200 000 francs à chaque hémophile contaminé.

### Australie
L'Australie a procédé à la création d'un fonds spécial doté de 13,2 millions de dollars australiens. Pour en bénéficier, les victimes devaient apporter la preuve qu'elles ont été contaminées après injection de produits sanguins ou lors de la transplantation d'organes.

### Autriche
Le dépistage systématique des tests est mis en place en juillet 1985. Sur une population de 636 hémophiles, 150 furent contaminés (chiffres année 1991). Les hémophiles et leurs parents contaminés perçoivent une allocation mensuelle de 500 francs en cas de séropositivité et 1 500 francs pour un sida déclaré.

### Belgique
Surveillant très étroitement ses donneurs (au nombre de 7 000), recourant à la plasmaphérèse, privilégiant les cryolyophilisés à partir d'un nombre restreint de donneurs, la Belgique parvint à limiter les effets de la contamination par effet de transfusion sanguine.
Le dépistage systématique des tests est mis en place en août 1985.
Les hémophiles, victimes d'une contamination, malgré l'usage à petits pools de donneurs de cryoprécipités et de la suppression des collectes de rue, eurent l'obligation de se retourner directement vers les firmes commerciales.

### Canada
L'ancien directeur de la Croix-Rouge canadienne, Roger Perrault, deux autres médecins de la Direction générale de la protection de la santé du Canada, et un médecin ex-président de la société Armour Pharmaceutical, du New Jersey, ont été accusés d'avoir distribué des produits coagulants infectés par le VIH, dans les années 1980 et 1990.
Les accusés ont été acquittés le 1er octobre 2007 par la Cour supérieure de l'Ontario. L'affaire a mené les provinces et territoires canadiens à instaurer leur propre organisme responsable de la collecte et de l'approvisionnement en produits sanguins. La Société canadienne du sang a été créée pour l'ensemble du pays, hormis la province de Québec qui a créé Héma-Québec.
Sur un total de 1 900 hémophiles 41 % ont été contaminés.
Un système d'indemnisation de avec un dédommagement de 624 000 francs alloués à chaque personne contaminée entre 1978 et 1986, soit un total de 1 250 bénéficiaires.

### Danemark
Le dépistage systématique des tests est mis en place en janvier 1986.
Sur un total de 225 hémophiles, un tiers furent contaminés à la date de 1991.
Une somme de 215 000 francs fut attribué pour chaque hémophile contaminé, leurs épouses et enfants, ainsi qu'aux personnes contaminées par transfusion.

### Espagne
Sur un total, 2 730 hémophiles, 455 furent contaminés.
Le dépistage systématique des tests est mis en place en février 1987.
En 1989, le Parlement a refusé l'indemnisation des victimes contaminées par produits sanguins, au motif que celle-ci aurait été discriminatoire par rapport aux autres victimes du sida.
Un fonds est mis en place, créé par le gouvernement espagnol et financé par les firmes pharmaceutiques. L'indemnisation fut de 50 000 francs pour la famille d'un hémophile décédé.

### Finlande
Le dépistage systématique des tests est mis en place en janvier 1986.

### Irlande
L'indemnisation mise en place en fonction du statut familial : elle fut de 180 000 francs pour les hémophiles sans charge de famille et 900 000 francs pour ceux qui étaient mariés avec des enfants.

### Italie
Le dépistage systématique des tests est mis en place en juillet 1985.
Confronté à la crise, le gouvernement italien a mis en place une indemnisation de 90 000 francs pour chaque transfusé contaminé et de 250 000 francs pour les ayants droit en cas de décès.
En novembre 2003 un décret pris par le gouvernement italien, avait ouvert la voie à des règlements à l'amiable, mais uniquement pour les hémophiles contaminés.

### États-Unis
Le 4 mai 1983, face aux risques représentés par le VIH, la firme américaine Travenol-Hyland, un des plus importants producteurs de dérivés sanguins, prend la décision d'exclure préventivement tous les produits non chauffés de sa chaîne de production et procède au rappel des lots hypothétiquement infectés, anticipant les risques de contamination.
Aux États-Unis dès fin 1983, les firmes prennent à l'exemple de l'entreprise Travenol-Hyland puis tout au long de la première partie de l'année 1984, la décision de ne plus commercialiser que des produits chauffés.
Le 13 octobre 1984, la fédération américaine des hémophiles recommande de passer aux produits chauffés bien que leur protection contre le sida soit encore à confirmer.
Le 26 octobre 1984, les recommandations du Center for Diseases (ou CDC), sont publiées dans la revue Morbidity and Mortality Weekly Report (MMWR) recommandant de n'employer que des produits chauffés à la suite des résultats de la firme Cutter. Les firmes pharmaceutiques avaient anticipé grâce aux décisions des firmes appliquant déjà le principe de précaution. En vertu du droit des consommateurs, culturellement très présent dans le monde anglo-saxon, elles redoutaient et anticipaient les résultats financiers et d'image désastreux en cas de procès s'il avait été prouvé qu'elles n'avaient pas suivi les recommandations officielles. En effet, les fabricants aux États-Unis, engagent leur responsabilité à la fois sur la qualité du produit et disposent en outre d'un pouvoir de contrôle dans les centres de plasmaphérèse ou est prélevé le plasma.
En 1985, lorsque le test de la firme Abott est validé le 2 mars 1985, la Croix Rouge et la firme Travenol Hyland prennent la décision de faire un dépistage systématique de tous les donneurs. En avril 1985, 95% des produits distribués aux États-Unis sont chauffés.
En mai 1985, le nombre de personnes ayant déclaré le Sida approche les 10 000 cas recensés.
Il n'est pas mis en place de dispositif d'indemnisation. Les victimes durent engager des actions en justice contre la Croix-Rouge, les centres de transfusion et les établissements de soins. Les hémophiles durent attaquer les firmes commerciales. Au milieu de l'année 1989, 200 procès étaient en cours.
Les plaignants furent le plus souvent déboutés lorsque la transfusion était antérieure au 23 mai 1985, date à laquelle les tests de détection furent rendus obligatoires.
En 1991, environ la moitié des 20 000 hémophiles était contaminée.

### Chine
Dans les années 1990, dans la province du Henan, les autorités, et notamment Liu Quanxi, directeur de la Santé du Henan, ont été responsables de la transmission du virus à très grande échelle par transfusion sanguine. Les dons étant rémunérés, les donneurs (essentiellement des paysans pauvres) affluaient en masse, alors que les conditions sanitaires étaient précaires et qu'il n'y avait aucun suivi des produits. La contamination a même touché les donneurs, avec des partages de seringue, et du sang d'autres donneurs réinjecté après extraction du plasma. Cette épidémie a laissé la province exsangue, avec de nombreux orphelins ; on estime que certains villages, dits « villages sida », ont été touchés à 80 %. Ces pratiques n'ont été interdites qu'en 1998. L'affaire a été révélée par le docteur Gao Yaojie en 1996.
On suppose que les autorités locales ont eu l'appui du pouvoir central ; ainsi le docteur Gao Yaojie n'a-t-il pas pu se rendre à New York recevoir le prix Jonathan Mann à l'ONU en 2001. On peut également signaler l'enlèvement, le 24 août 2002, de Wan Yanhai, fondateur de l'association Aizhi Action Project, qui avait contribué à diffuser l'information sur ce scandale ; il fut libéré le 20 septembre. Ma Shiwen, un des responsables de la Santé du Henan, fut arrêté en août 2003 pour avoir révélé des secrets sur le scandale du sang contaminé. Entre 2002 et 2005, l'activiste Hu Jia, proche de Wan Yanhai, passe plusieurs mois par an dans les « villages du sida ». Encagoulé et frappé, Hu Jia a été enlevé pendant quarante-et-un jours par la police chinoise. Il fut mis au secret dans une chambre d'hôtel, maintenu en résidence surveillée pendant 214 jours en 2006 et pendant la majeure partie des sept premiers mois de 2007.
Les autorités ayant totalement abandonné à leur sort les personnes contaminées, des émeutes ont eu lieu. Certains ont même tenté de contaminer des habitants de la ville de Tianjin en les piquant avec des aiguilles infectées en signe de protestation.
Au total, la population de vingt-trois provinces (sur trente) serait concernée par les conséquences de ces pratiques, et notamment le Henan, l'Anhui, le Hubei et le Hebei, avec des centaines de milliers, voire, selon certains, plus d'un million de personnes contaminées.

### Japon
Un total de 1 209 hémophiles fut contaminé (chiffre de 1991).
Au Japon, il fut attribué un montant de 1 510 dollars pour un adulte, 4 610 dollars pour un mineur, ou pension mensuelle de 1 120 dollars pendant dix ans pour un hémophile décédé s'il avait des charges de famille.

### Norvège
Le dépistage systématique des tests est mis en place en mai 1985.

### Pays-Bas
Le dépistage systématique des tests est mis en place en mai 1985.

### Suède
À l'exemple du Royaume-Uni, la Suède compte alors peu de centres de transfusion sanguine (seulement 8) ce qui a facilité la diffusion des pratiques comme les questionnaires préventifs au donneur. De même, la circulation du sang relève d’une logique de service public, et les échanges entre établissements se font également gratuitement.
La pratique des questionnaires préventifs a été mise en place par les centres pour écarter les populations à risque (toxicomanes, homosexuels) épaulés par l'action des associations. Ainsi, c’est une association qui a demandé aux homosexuels de stopper préventivement le don du sang dès que la transmission par le sang a été prouvée.
Le dépistage systématique est imposé en octobre 1985.
Le nombre de personnes contaminées en Suède de 1981 à 1985 a été évalué à 70 personnes avec taux de dons contaminés de 1 pour 45 000, puis réévalué à 130 en 1991,.
En 1991, le gouvernement suédois octroya d'abord 93 500 à 150 000 francs en tenant compte de l'âge et des charges de famille puis en février 1991, 200 000 francs supplémentaires furent attribués aux hémophiles contaminés.

### Suisse
Dans les années 1980, c'est la Croix-Rouge qui a le monopole de la récolte des dons de sang de 80 % des hémophiles. Elle dirige également le Laboratoire Central de la Croix-Rouge Suisse (ou LCCRS), qui assure l'approvisionnement en produits sanguins 80 % des hémophiles.
En avril 1985, la conférence internationale sur le sida d'Atlanta confirme l'efficacité du chauffage comme processus d'inactivation du VIH dans les produits prévus pour les hémophiles. En Suisse, le professeur Alfred Hässig travaille à l'élaboration de son propre procédé d'inactivation par lavage chimique. Aucune démarche pour obtenir le moyen de chauffer les dons de sang suisses n'est effectuée.
En 1985, la Suisse se porte acquéreur du test de la firme Abbott pour le mettre à disposition des centres de transfusion à partir de juillet.
En novembre 1985, tous les dons suisses seront testés. 20% des hémophiles suisses sont contaminés par le VIH à cette période. Cependant, des dons sanguins non testés ont continué à être incorporés dans les préparations du LCCRS jusqu'au printemps 1986.
Le dépistage systématique des tests est mis en place en mai 1986. Au courant l'année 1986, le processus de lavage chimique est mis au point. En parallèle, les produits sanguins non inactivés restants sur le marché ne font l'objet d'aucun rappel systématique en Suisse.
L'affaire éclate après qu'il apparait que de nombreux hémophiles sont contaminés par le virus du sida. La Croix-Rouge est mise en accusation d'avoir livré des produits sanguins non testés et non chauffés.
En 1998, un procès a lieu à Genève. L'ancien directeur du Laboratoire de la Croix-Rouge, Alfred Hässig est reconnu coupable de la mise en danger de la vie et de la santé d'autrui par dol éventuel. Sa peine est d'un an de prison avec deux ans de sursis.